# Middeleeuwen

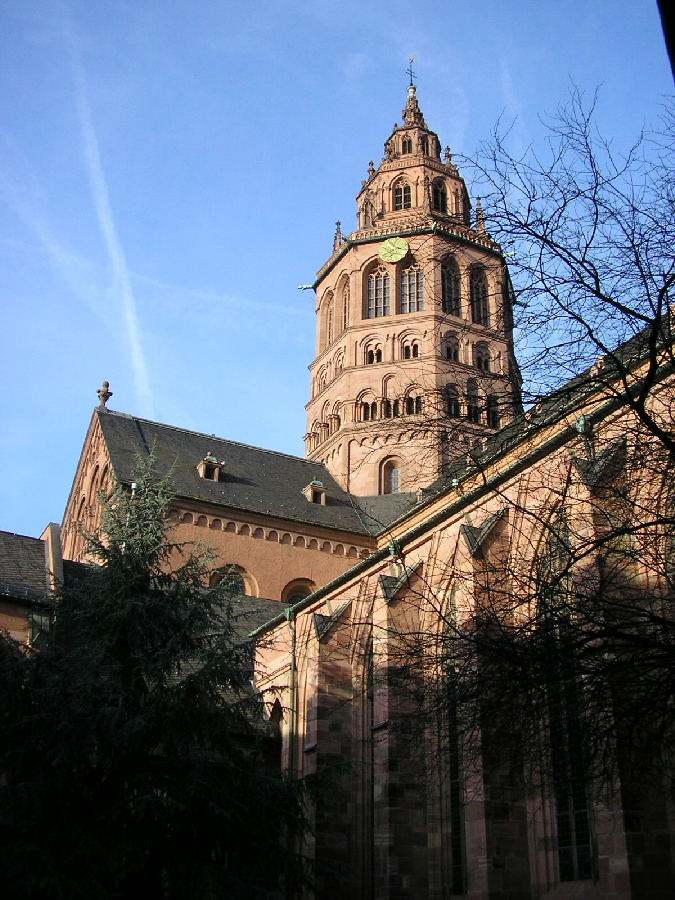
De Mainzer Dom vanuit het zuidwesten

De middeleeuwen (letterlijk tussenliggende eeuwen) (van ca. 500 tot ca. 1500) vormen, in de historiografische indeling of periodisering van de geschiedenis van Europa, de periode tussen de klassieke oudheid en de vroegmoderne tijd. Traditioneel situeert men dit – door Italiaanse humanisten geïntroduceerde – tijdvak tussen de val van het West-Romeinse rijk in de 5e eeuw en de renaissance, die in de 14e eeuw in Italië begon. Afhankelijk van de focus die historici hanteren bestaat er echter nogal wat variatie in de afbakening van deze periode. De middeleeuwse periode wordt zelf weer onderverdeeld in de vroege, hoge en late middeleeuwen.
De middeleeuwse maatschappij en beschaving zijn ontstaan uit drie duidelijk te onderscheiden bronnen: de Grieks-Romeinse beschaving, het christelijk geloof – die beide op het grondgebied van het Romeinse rijk ontstonden of zich daar verder ontwikkelden – en Germaanse tradities, die binnenvallende volkeren later meebrachten.
Kenmerkend voor deze lange periode in de westerse geschiedenis zijn een fragmentatie van het politieke gezag, een overwegend agrarische economie, een samenleving verdeeld tussen een militaire adel (die eigenaar is van het land) en een horig gemaakte boerenklasse, en ten slotte een op religie gebaseerde denkwijze, bepaald door de christelijke kerk.

## Periodisering
Gewoonlijk wordt de teloorgang van het West-Romeinse rijk in de 4e en 5e eeuw n.Chr., en de daarmee samenvallende Grote Volksverhuizing, aangenomen als de overgang van de oudheid naar de middeleeuwen. In de loop van de tijd hebben individuele historici verschillende jaartallen aangewezen als beginpunt van de middeleeuwen:
- 284, het beginjaar van de regering van keizer Diocletianus, vormt een duidelijke breuk in de geschiedenis van het Romeinse rijk. Diocletianus verdeelt het rijk in een westelijk, Latijnssprekend en een oostelijk, Griekssprekend deel. De door hem vastgestelde grens volgt de taalgrens, dwars over de Balkan. Rome verliest zijn status als hoofdstad en bestuurlijk centrum. Zie verder tetrarchie (Romeinse rijk).

- 313, wanneer het christendom een toegestane godsdienst wordt in het Romeinse rijk (Edict van Milaan), is zowel politiek als cultureel van belang.
- 358, de Franken worden foederati van het Romeinse rijk en vestigen zich in de Nederlanden. Hieruit groeit later het Frankische rijk.
- 375, het jaar dat vanuit economisch en sociaal standpunt wordt genomen als het begin van de Grote Volksverhuizing, die voedseltekorten in de steden veroorzaakt.
- 378, het jaar waarin het christendom staatsgodsdienst wordt in het Romeinse rijk.
- 395, wanneer definitief een einde komt aan de politieke eenheid van het Romeinse rijk.
- 406, waarin Stilicho het bevel geeft aan de keizerlijke troepen om de limes aan de Rijn te verlaten; het jaar erna wordt ook Britannië door de Romeinse legereenheden ontruimd.
- 410, waarin de Visigoten, onder leiding van Alarik I, Rome plunderen.
- 476, waarin de laatste West-Romeinse keizer, Romulus Augustulus, wordt afgezet door de Germaan Odoaker, wat het einde van het West-Romeinse rijk betekent.
- 610, Herakleios volgt Phocas op, einde van het Latijn als staatstaal in het Oost-Romeinse rijk dat het Griekstalig Byzantijnse rijk wordt.
- 732, waarin de Arabische veroveringen in Europa een halt wordt toegeroepen, in de Slag bij Poitiers. De verbreking van de culturele eenheid rond de Middellandse Zee, als gevolg van de islamitische veroveringen, zou de beslissende gebeurtenis zijn, die het begin van de middeleeuwen inluidde. Dit idee werd door Henri Pirenne gepubliceerd in zijn postuum in 1937 verschenen boek Mahomet et Charlemagne. Deze Pirenne-these heeft tot grote internationale debatten geleid, maar vindt tegenwoordig vrijwel geen aanhang meer.

Ook de bepaling van 'het eindpunt van de middeleeuwen' is aan discussie onderhevig:
- 1453, het jaar van de val van het Byzantijnse rijk, kan als politiek einde gelden. Het Ottomaanse rijk zou nog eeuwenlang op de Balkan en rond de Middellandse Zee zijn invloed uitbreiden. Ook komt er in dat jaar een einde aan de Honderdjarige Oorlog. De historiogafische traditie heeft lange tijd een voorkeur gehad voor dit jaartal.
- 1492, het jaar waarin Columbus Amerika ontdekt en de Spaanse Reconquista wordt voltooid, ten koste van het laatste islamitische rijk in West-Europa. Granada valt daarbij, als laatste islamitisch bolwerk, in handen van de Spaanse koning Ferdinand II van Aragón.
- de culturele en intellectuele renaissance, waarin een nieuwe visie op de klassieke oudheid, op de mens en op de natuur ontstaan; in Italië begint de Renaissance in de 14e eeuw, met de dichter Petrarca en de schilder Giotto.
- 1517 is van groot belang op religieus vlak, het jaar van de breuk tussen de hervormde en Rooms-Katholieke Kerk, ingeleid door de stellingen van Maarten Luther.
- 1566 is voor de Nederlanden een late, maar aanvaardbare grens, als eindpunt van de middeleeuwen. De overgang naar het calvinisme, die gepaard gaat met de Beeldenstorm en die de aanleiding vormt voor de geuzenopstand, zorgt in veel steden op zowel godsdienstig als op politiek vlak voor een breuk. De katholieke kerk raakt haar godsdienstige monopoliepositie kwijt, en de macht van de koning komt ter discussie te staan. De gewesten eisen hun uit de (voor-)Bourgondische tijd stammende traditionele bestuurlijke autonomie op, nu niet alleen met betrekking tot belastingheffing en benoeming van bestuurders, maar ook op religieus terrein.

In de geschiedschrijving werd lange tijd het begin van de renaissance, eind 14e, begin 15e eeuw, gezien als het einde van de middeleeuwen. Sommige historici zien de grote ontdekkingsreizen naar Indië en Amerika in de late vijftiende eeuw als het einde van de middeleeuwen. Men zou kunnen veronderstellen dat de door de Renaissance ingezette mentaliteitsverandering de ontdekkingsreizen mogelijk heeft gemaakt. Deze reizen werden echter vooral ondernomen om het monopolie van het Ottomaanse rijk op de handel tussen Europa en Azië te omzeilen, nadat dit rijk alle landen in het oostelijke Middellandse Zeegebied onder zijn bestuur verenigd had en de specerijen uit Azië letterlijk peperduur werden.
De middeleeuwen worden onderverdeeld in drie periodes:
- De vroege of donkere middeleeuwen: 4e tot 10e eeuw, worden gekenmerkt door het verval van het Romeinse rijk, toenemende barbarisering en verschillende invasies, zowel van Germaanse stammen als van enkele steppevolkeren. De vroege middeleeuwen eindigen na het uiteenvallen van het rijk van Karel de Grote, die de feodaliteit introduceerde. Er ontstaan kleine lokale vorstendommen.
- De hoge of volle middeleeuwen: 10e tot 13e eeuw, worden gekenmerkt door de feodale maatschappij. Gaandeweg herstelt het centraal gezag zich. De paus en de Duitse keizer zijn de belangrijkste machten. De Europese staten richten zich buiten Europa voornamelijk op het Midden-Oosten: dit is de tijd van de kruistochten. In economisch en cultureel opzicht is dit een bloeiperiode.
- De late middeleeuwen: 13e tot 15e eeuw. De kennis, meegebracht uit de kruistochten en opgedaan in de strijd tegen Arabische invallen in Spanje, brengt een langzame overgang naar de nieuwe tijd. De Europese rijken richten hun aandacht buiten Europa op het Oosten. Door de opkomst van de rijke steden vermindert de greep van het feodale systeem. De Zwarte Dood bereikt Europa: hele streken raken ontvolkt door de pest. In Amerika wordt de eerste reis van Christoffel Columbus en Columbusdag op 12 oktober 1492 gezien als het einde van de middeleeuwen. Ziekten uit Europa worden in Amerika verspreid (de columbiaanse uitwisseling).

## Herkomst van de benaming
De middeleeuwen danken hun naam aan het feit dat humanisten in de renaissance deze tijd als een tussenperiode beschouwden, die was begonnen met de val van het Romeinse rijk en werd opgevolgd door de tijd waarin zij zelf leefden. Deze tussenperiode was er volgens hen een van verval. West-Europa was immers na de ondergang van het Romeinse rijk afgesneden geraakt van de klassieke cultuur, om daar pas weer mee in aanraking te komen tijdens de kruistochten. De Arabieren hadden heel wat geschriften van klassieke schrijvers bewaard. Door de achteruitgang en de bedreiging door de Turken van het Byzantijnse keizerrijk trokken Byzantijnse geleerden naar het veiliger Italië en namen de door hen verzamelde kennis uit de oudheid mee die in Constantinopel bewaard was gebleven. Ook de plundering van Constantinopel door de kruisvaarders in 1204, tijdens de Vierde Kruistocht, bracht naast een aanzienlijke materiële buit ook veel in het Westen verloren gegane kennis, kunst, muziek en cultuur terug naar Europa. Ook in Al-Andalus kwamen westerse geleerden in aanraking met de door de moslims bewaarde en vertaalde klassieke werken. Het weinig genuanceerde negatieve oordeel van de renaissancehumanisten over de middeleeuwen delen moderne historici niet langer.
Door hernieuwde kennismaking met deze antieke literatuur, filosofie, kunst, muziek en cultuur in het algemeen werden het humanisme en de renaissance feitelijk mogelijk gemaakt. Petrarca (ca. 1340) noemde de periode vanaf de 4e eeuw, toen de Romeinse keizers zich tot het christendom hadden bekeerd, de tijden van tenebrae (schaduwen), een "smerige midden-tijd" waarin men alleen maar kon hopen dat er een betere periode zou volgen. Vanaf 1469 werd onder invloed van bisschop Giovanni Andrea Bussi voornamelijk de term media tempestas (tussentijd) gebruikt. Andere namen waren media antiquitas ("midden-oudheid"), media aetas ("midden-tijdperk") en media tempora ("midden-tijden"), alle voor het eerst gebruikt tussen 1514 en 1530.
Pas in de 17e eeuw (Christoph Cellarius en Georgius Hornius) werd de term medium aevum ('middeleeuwen') gemeengoed. Deze kreeg een officiële status met het verschijnen van Glossarium mediæ et infimæ latinitatis van Du Cange in 1678. Tien jaar later verscheen van Christoph Cellarius de eerste geschiedenis van de middeleeuwen, Historia Medii Aevi.
Overigens wordt de term 'middeleeuwen' vooral toegepast op de geschiedenis van West-Europa na de val van het Romeinse rijk. In bijvoorbeeld Oost-Europa wordt de term niet gebruikt voor de eigen geschiedenis: men is daar van mening dat het Romeinse rijk pas gevallen is met de inname van Constantinopel in de 15e eeuw. Bijgevolg is er geen periode aan te wijzen als 'middeleeuwen' tussen de ondergang van het keizerrijk en de 'nieuwe tijd'.
In andere delen van de wereld zoals in China, India of de Arabische wereld spreekt men nooit over een 'middeleeuws' tijdperk in de eigen geschiedenis.

## Het veranderende landschap
Al in de oudheid waren de kustgebieden rondom de Middellandse Zee voor een groot deel ontgonnen ten behoeve van landbouw en veeteelt. Sommige dichtbevolkte streken, zoals Griekenland en Italië hadden zelfs al te maken met erosie van al te intensief bewerkte akkers en te grote graasdruk van vee, zodat de vegetatie zich niet kon herstellen. In de Romeinse tijd werden grote delen van West- en Midden-Europa ontgonnen en geschikt gemaakt voor landbouw. Het hout uit de bossen werd gebruikt voor huizenbouw, scheepsbouw en brandstof. Tijdens en na de val van het West-Romeinse rijk liep de bevolking van West-Europa sterk terug en hele streken raakten ontvolkt. De braakliggende akkers raakten weer bebost. Dit duurde tot ongeveer het jaar 1000. Daarna nam de bevolking weer sterk toe en er was behoefte aan nieuw ontgonnen landbouwgronden. Ook hadden de talrijke nieuwe dorpen en steden een grote behoefte aan hout voor woningbouw en brandstof. Hierdoor werden de Europese bossen opnieuw massaal gekapt. Daarna veranderden door intensieve begrazing door schapen en runderen hele landstreken rond dorpen en steden in heidevelden. Veel moerassige veengebieden, zoals in de lage landen, werden ontgonnen om over meer landbouwgrond te beschikken ten behoeve van de voedselvoorziening van de groeiende bevolking. Tegen 1500 was zo het oorspronkelijke oerbos-areaal in Europa beperkt tot het dunner bevolkte Scandinavië, Oost-Europa en moeilijker bereikbare berggebieden zoals Alpen en Pyreneeën. Het landschap van de lage landen bestond grotendeels uit heide- en veengebieden, afgewisseld met akkers en weiden. Het veen werd overigens op veel plaatsen in snel tempo afgegraven voor turf waar veel vraag naar was. Hierdoor namen de gebieden met veenplassen in Holland, Utrecht en Friesland sterk toe. In de nieuwe tijd zouden de meeste veenplassen ingepolderd worden. Aan de zeekusten werd vanaf de 11e eeuw al veel land gewonnen door aangeslibde gebieden in Zeeland en Noord-Nederland met dijken te beschermen tegen de zee.

## Vroege middeleeuwen: ca. 370 – ca. 950
West-Europa raakte in verval nadat het West-Romeinse rijk uiteindelijk ten onder ging door de volksverhuizingen, door volken die op de vlucht waren voor de westwaarts optrekkende Aziatische Hunnen. Tussen 378 en 454 vonden onder deze migratiedruk van de Hunnen veelvuldig Germaanse invallen in het rijk plaats, tussen 568 en 650 was er sprake van een tweede golf, op gang gebracht door het verschijnen van de Avaren, terwijl er tussen 800 en 1000 invasies waren door Vikingen, Moren en Magyaren. Deze dreiging van buitenaf deed in het rijk een klasse van krijgers ontstaan die de lokale bevolking beschermde.
De Germaanse stammen waren aanvankelijk militair niet tegen de Hunnen opgewassen en verschillende stammen zochten, soms met geweld, hun toevlucht binnen de rijksgrenzen. Het rijk verzwakte mede daardoor en in 476 werd de laatste West-Romeinse keizer afgezet, waarna zijn niet-Romeinse opvolger de regalia naar Constantinopel stuurde. Het Oost-Romeinse rijk wist zich nog bijna een millennium te handhaven en evolueerde tot het middeleeuwse, hellenistisch christelijke Byzantijnse rijk. Hoewel een Byzantijnse poging om de Romeinse hegemonie te herbouwen faalde was de Byzantijnse cultuur en economie eeuwenlang een van de meest geavanceerde in Europa en het Middellandse Zeegebied. De culturele en politieke eenheid van West-Europa en het Middellandse Zeegebied, die eeuwenlang opgelegd was door het Romeinse rijk, werd echter geleidelijk aan verbroken.
In West-Europa vormden zich uit de christelijke, klassieke en Germaanse culturen langzamerhand nieuwe culturele vormen. Dat het christendom in West-Europa in deze periode tot volle wasdom kon komen was mede te danken aan de Byzantijnen, die als buffer fungeerden tegen de nieuwe religie die in de 7e eeuw in het centrum van de oude wereld ontstond en een ongekend snelle verspreiding doormaakte: de islam.

### Germaanse rijken
Er waren vele volkeren op drift tijdens de Grote Volksverhuizing; ze plunderden alles wat ze tegenkwamen. De oostelijke Germanen (de Vandalen, Sueben en de Iraanse Alanen) staken op de laatste dag van 406 de bevroren Rijn over en rukten op naar het zuiden. Deze stammen trokken plunderend door Gallië en staken de Pyreneeën over. Al eerder hadden de Visigoten zich, aanvankelijk met Romeinse toestemming, op de Balkan gevestigd. Nu rukten zij vanuit het Oosten op naar Italië en vestigden zich in Zuidwest-Frankrijk. Uiteindelijk zouden de Visigoten de Vandalen uit het Iberisch Schiereiland verdrijven. De Ostrogoten zouden een koninkrijk in Italia vestigen, met als hoofdstad Ravenna. De Hunnen, die het Romeinse rijk ook binnenvielen, zouden nooit een koninkrijk binnen de grenzen van het West-Romeinse rijk stichten. Na de dood van Attila de Hun werden zij door een coalitie van Germaanse volkeren verslagen. Hun machtsbasis in het tegenwoordige Hongarije ging verloren. In Noordwest-Europa staken de Angelen en Saksen vanuit Friesland, Jutland en Denemarken over naar Britannia, verdreven de oorspronkelijke Keltische bevolking naar het gebied ten westen van de Pennines en stichtten hun eigen koninkrijken. De Salische Franken zouden uiteindelijk, met uitzondering van Bretagne, de provincie Gallia ten noorden van de Loire veroveren. Het Byzantijnse Rijk, onder leiding van Justinianus I, veroverde in een poging om het Romeinse Rijk te herstellen Italia op de Ostrogoten, maar verloor dat weer aan de Longobarden. De Visigoten verloren kort na 700 bijna heel Iberië aan de Moren. De Moren staken daarna de Pyreneeën over, maar hun opmars werd uiteindelijk in de Slag bij Poitiers gestopt door Karel Martel, de hofmeier van de Austrasische Franken.
Door de plunderingen die gepaard gingen met de Grote Volksverhuizing, namen de levensstandaard en de bevolking in West-Europa af, vergeleken met de voorafgaande, Romeinse periode. Veel van de barbaren kwamen in contact met de vroegere Romeinse bevolking en cultuur en zouden bepaalde elementen, zoals het christendom, dat door keizer Theodosius I rond 380 tot staatsgodsdienst was gemaakt, overnemen. Er is weinig schriftelijke informatie overgeleverd over deze chaotische periode.
De enige organisatie die de val van het West-Romeinse rijk overleefde was het christendom, waarin de Germanen een grotere rol gingen spelen. De bisschop van Rome, beter bekend als de paus, werd de leider van de kerk. De kerk kreeg steeds meer invloed; zo bekeerde de Frankische koning Clovis I zich in 495 tot het christendom, samen met 3000 van zijn krijgers.

#### Merovingische Rijk
Eind 5e eeuw begon een cyclische beweging van vereniging en versnippering. Clovis I verenigde alle Frankische stammen onder zijn bewind. Na zijn dood werd zijn rijk volgens het Salische erfrecht verdeeld onder zijn vier zonen. Deze bevochten elkaar, maar werkten samen tegen de rest van Europa, waardoor ze erin slaagden de Germaanse stammen aan zich te onderwerpen. Het rijk werd pas definitief verenigd door Dagobert I, die in 639 stierf. De laatste Merovingische koningen hadden maar weinig macht, ze lieten hun taken in toenemende mate over aan de hofmeiers, de 'huismeesters' die de Merovingische koning in het bestuur bijstonden. In Austrasië werd deze taak vanaf 687 uitgeoefend door de Pepiniden. Deze familie werd steeds belangrijker door het erfelijk maken van het ambt. De Merovingers bleven echter nog lang als schijnkoningen, ook wel vadsige koningen genoemd, op de troon.
De Moren, ook Saracenen genoemd, brachten in de zevende en de 8e eeuw de islamitische culturen naar de kusten van de Middellandse Zee. De inval van de Moren in 711 via Gibraltar op het Iberisch schiereiland, betekende het einde van het inmiddels drie eeuwen oude Visigotische rijk, maar zorgde voor een aanzienlijke culturele verrijking. In 732 waren de Moren al tot Poitiers in centraal Frankrijk opgerukt, maar toen keerde het tij en kwam de later zo genoemde Reconquista op gang, die pas in 1492 voltooid zou worden.
In 681 werd in Bulgarije door Asparoech de eerste Slavische staat in Europa opgericht.

#### Karolingische rijk

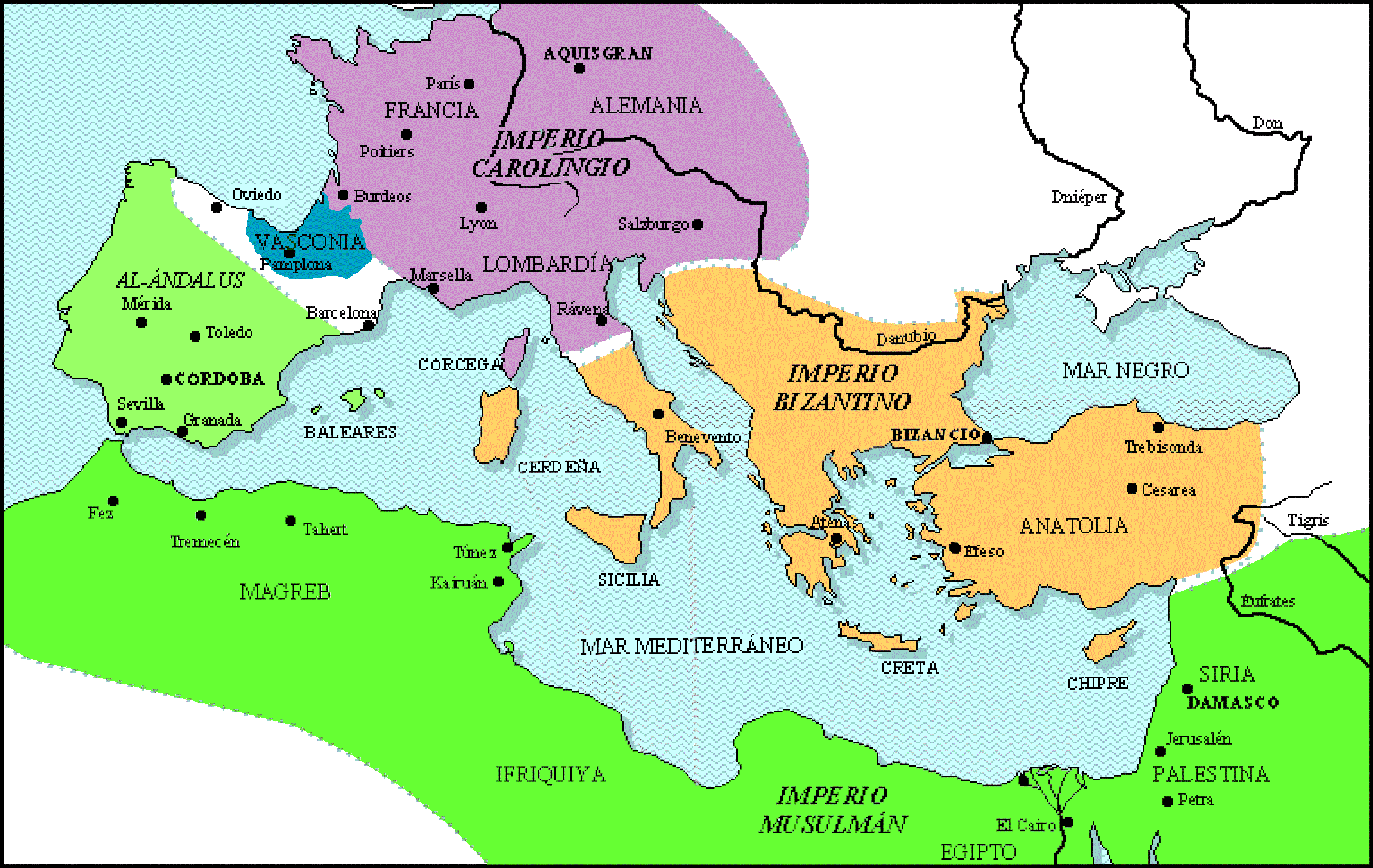
De drie grote rijken rond 800, het Byzantijnse rijk, het Arabische rijk en het Karolingische rijk, waarbij het laatste veruit het minst belangrijke van de drie was.

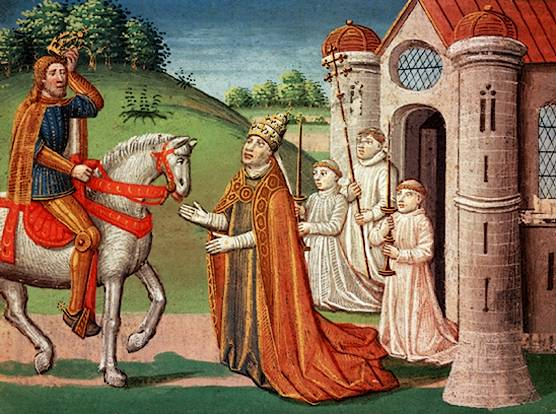
Karel de Grote en paus Adrianus I.

Pepijn de Korte, hofmeier van Childerik III, nam in de 8e eeuw de macht over van de laatste Merovingische koning. Dit markeert het begin van de Karolingische dynastie. Hij schakelde de paus in om zijn machtsovername te rechtvaardigen. Dit luidde een periode in van verbondenheid tussen de paus en de Frankische koningen, die een hoogtepunt bereikte bij de kroning in 800 door paus Leo III van Karel de Grote tot 'keizer van het West-Romeinse rijk', een titel die al sinds 476 niet meer was gebruikt. Daarbij speelde het zogenaamde translatio imperii een rol, omdat men destijds uit het Bijbelboek Daniël opmaakte dat de wereld na het vierde rijk – volgens kerkvader Hiëronymus het Romeinse rijk – zou vergaan. Het belang van deze kroning was wederzijds. De Kerkelijke Staat onder pauselijk gezag werd door Karel erkend. De invloed die de Byzantijnse keizer aanvankelijk nog op Rome had, ging daarmee teloor; het oprukken van de moslims in onder andere Italië werd erdoor gestuit.
De Franken, onder leiding van Karel de Grote, wisten in de dertig jaar durende Saksenoorlogen rond 800 de Saksen, en daarnaast ook de Longobarden aan zich te onderwerpen. Het christendom werd daarmee ook verbreid. Karel verenigde een groot gedeelte van het vroegere West-Romeinse rijk en grote aangrenzende gebieden onder zijn heerschappij.
Het rijk gold, net als onder de Merovingen, als persoonlijk bezit van de heerser, dat na diens dood verdeeld werd onder de erfgenamen. Omdat alleen Lodewijk de Vrome zijn vader overleefde, werd het grote rijk aanvankelijk nog niet opgedeeld, maar toen Lodewijk overleed werd het alsnog onder zijn drie zonen verdeeld. Midden-Francië zou later bij de andere twee worden gevoegd, zodat er uiteindelijk sprake was van West-Francië en Oost-Francië. West-Francië lag ten grondslag aan het Franse Koninkrijk, terwijl Oost-Francië de basis vormde van het Heilige Roomse Rijk der Duitse natie.
De titel van keizer suggereert een sterk centraal gezag; onder Karel de Grote was dit tot op zekere hoogte ook zo, naar de maatstaven en mogelijkheden van die tijd. Macht of bannus bleef echter vooral afhankelijk van veroveringen, geweld en Geblütsrecht. De koning trok van de ene palts naar de andere om zijn gezag af te dwingen en zijn belastingen ter plaatse op te eten, want deze werden veelal in natura voldaan.

Door de grote omvang van het rijk werd dit steeds bewerkelijker en kwam de feitelijke macht steeds meer in handen van leenmannen. In de ruileconomie van die tijd konden zij alleen beloond worden met grond (beneficium, vanaf de tiende eeuw feodum) en het vruchtgebruik ervan. De leenmannen waren weliswaar verantwoording verschuldigd aan de koning, maar streefden naar erfelijkheid van hun pagus. Dit werd steeds meer regel en in 877 gelegaliseerd door het Capitulare van Quierzy, waardoor het onmogelijk werd nog een groot centraal geregeerd rijk te vormen. Zo ontstond het feodale systeem.
Militair, economisch en politiek beleefde Europa een diepe crisis tussen ongeveer 850 en 950, ook wel de ijzeren eeuw genoemd. De neergang werd onder andere veroorzaakt door invallen van de Vikingen vanuit het noorden, de Magyaren vanuit het oosten en de Moren vanuit het zuiden, versterkt door de verdeling van het rijk. Het centrale gezag van de twee Frankische rijken wist geen weerstand te organiseren, waardoor de bevolking het vertrouwen in hun heersers verloor. Lokale gouwgraven vulden dit machtsvacuüm door de invallen te weerstaan en usurpeerden daarmee het gezag en werden uiteindelijk nog slechts in naam afhankelijk van keizer of koning.

### Oost-Europa
Het Groot-Moravische Rijk ontstond in de 9e eeuw. De plaats van het Slavische rijk kwam ongeveer overeen met het latere Tsjecho-Slowakije. De Hongaren deden hun intrede in Europa aan het eind van de 9e eeuw, toen ze als nomadenvolk vanuit de Zuid-Russische steppe over de Karpaten trokken. Onder Árpád en zijn opvolgers vestigden zij zich in het Karpatenbekken en namen het Groot-Moravische Rijk in. Gedurende een eeuw waren ze door hun strooptochten de schrik van Europa. In de Slag op het Lechveld werd hun een dermate grote nederlaag toegebracht dat ze de bakens verzetten en besloten zich aan te passen aan hun christelijke buren. De kroning van de op Rome gerichte Stefan de Heilige als koning in het jaar 1000 werd daarvan het symbool. Hij was de eerste koning van Hongarije.
Het Kievse Rijk ontstond rond 880 door het samengaan van de gebieden der Waregers in Oost-Europa onder leiding van Rurik. Oleg van Kiev veroverde in 882 Kiev, dat toen de hoofdstad werd van het nieuwe rijk. In de loop van de 10e eeuw was het rijk op zijn hoogtepunt, toen vorst Svjatoslav I het rijk van de Chazaren vernietigde en vervolgens gebieden in de noordelijke Kaukasus innam en doordrong tot de Zee van Azov. Ook veroverde hij grote delen van de Balkan, met als laatste grote wapenfeit het Bulgaarse koninkrijk aan de Donau.

### Heilige Roomse Rijk
Vanaf het begin van de 10e eeuw legde de Ottoonse dynastie de basis voor het Heilige Roomse Rijk. Met name Otto I de Grote speelde in deze ontwikkeling een bepalende rol. Op 2 februari 962 werd Otto I in Rome door de paus tot de eerste keizer van het Heilige Roomse Rijk gekroond. Zijn opvolgers zouden het een kleine 1000 jaar (tot 1918) volhouden. Tegelijk met de Ottonen vond de zogenaamde Ottoonse renaissance plaats.

### Demografische ontwikkeling
De Europese bevolking, die bij het begin van de jaartelling ongeveer 70 miljoen zielen telde (ter vergelijking: China 60 miljoen), nam in de vroege middeleeuwen af tot 20 à 30 miljoen. Dit kwam niet alleen door oorlogsgeweld en hongersnoden, maar vooral ook door destijds in Europa onbekende epidemische ziekten, die mede door de invallende steppevolkeren werden verspreid. Dankzij kroniekschrijvers weten we van een gigantische sterfte in het Byzantijnse Rijk in de 6e eeuw: in 542 verspreidde de pest van Justinianus zich vanuit Egypte over het gehele Middellandse Zeegebied en verder naar het Franse binnenland (Clermont-Ferrand) alsmede naar Engeland (de kust van Northumbria). Het sterftepercentage na besmetting was zeer hoog. Tot in het midden van de 8e eeuw zou de pest bijna elke generatie terugkeren.

### Sociale geschiedenis
Gedurende de hele middeleeuwen was de maatschappij verdeeld in drie standen: geestelijkheid, adel en de boeren: zij die bidden, zij die vechten en zij die ploegen. Tot welke stand men behoorde, werd door geboorte bepaald. Men kon alleen uit zijn stand geraken door geestelijke te worden.
Gemunt geld raakte in onbruik en ruilhandel werd een alledaags verschijnsel. Geld werd in deze tijd nog wel als middel gebruikt om de waarde van goederen uit te drukken. Handel en industrie kwijnden. De bevolking van de Romeinse steden ging sterk achteruit.
Het Romeinse rechtssysteem verwaterde in deze tijd; elke stam volgde zijn eigen gewoonterecht. De Frankische vorsten reisden met heel hun gevolg van palts tot palts om de belastingen te innen en op te eten, en om recht te spreken. Het ontbreken van een duidelijk machtscentrum kwam de eenheid van het bestuur niet ten goede. Na Karel de Grote verloren de koningen hun controle over de lokale machthebbers, de graven en hertogen.
Gedurende de vroege middeleeuwen nam de geletterdheid sterk af. Karel de Grote bevorderde het stichten van scholen in zijn rijk, waardoor de geletterdheid weer enigszins toenam. Toch moet men zich van deze Karolingische renaissance niet al te veel voorstellen.

#### Dagelijks leven
In de vroege middeleeuwen was ongeveer 90% van de bevolking boer. De boeren waren doorgaans arm en ondervoed. Het leven was "wreed, hard en kort".
Adel en Kerk hadden veel macht. Omdat iedereen lid was van de Kerk, konden de geestelijken iedereen via de preekstoel beïnvloeden. Kerkelijke gezagsdragers waren vrijwel de enigen die konden lezen en schrijven, wat hun machtspositie nog vergrootte. Het aardse bestaan was in de middeleeuwen van ondergeschikt belang en het hele leven was gericht op het hiernamaals. De angst om in de hel te komen, maakte de mensen onderdanig aan de machthebbers.

### Kunst en filosofie in de vroege middeleeuwen

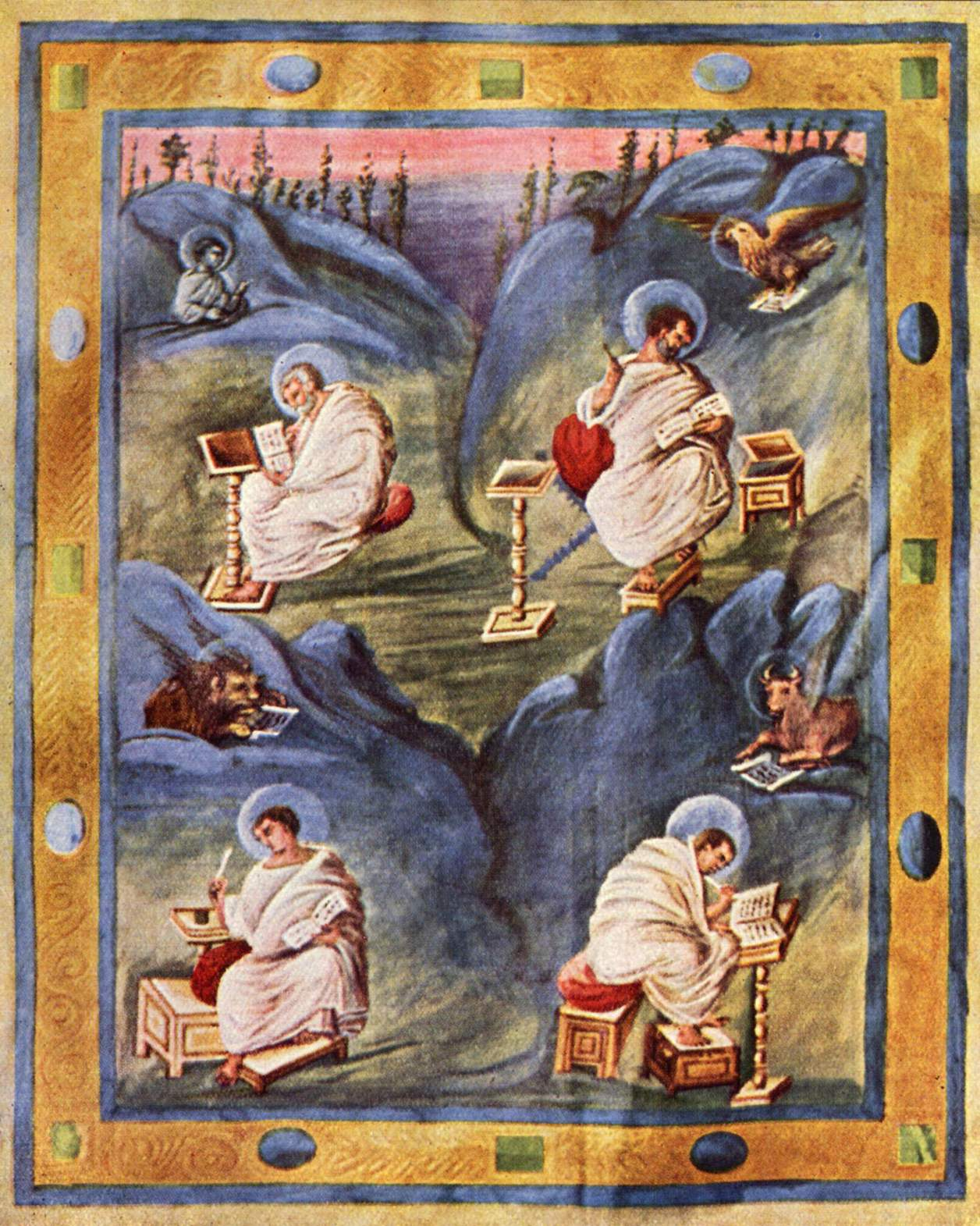
"De vier evangelisten", miniatuur; een voorbeeld van de Karolingische renaissance

De Middeleeuwen, met hun levendige zin van het allesbepalende lot, vonden in Boëthius een interpretatie van het leven, die nauw verwant was aan de geest van het christendom. Over de vertroosting der wijsbegeerte staat, door zijn notie van het fatalisme en haar verwantschap met de christelijke leer van de nederigheid, halverwege tussen de heidense filosofie van Seneca en de latere christelijke filosofie van troost vertegenwoordigd door Thomas van Aquino.
In Oost-Europa, waar het Byzantijnse Rijk een voortzetting was van het Romeinse Rijk, ontstond in de 4e eeuw al de Byzantijnse kunst. De Byzantijnse kunst was een voortzetting van het hellenisme. Er waren veel landen met nauwe banden met het Byzantijnse Rijk, zoals Bulgarije, Servië, het Kievse Rijk, de republiek Venetië en het Koninkrijk Sicilië, die de Byzantijnse kunst overnamen. Byzantijnse mozaïekkunstenaars decoreerden de kerken van Ravenna, zoals de Basiliek van San Vitale. Daarnaast verzorgden ze de goudmozaïeken van de Basiliek van San Marco in Venetië en maakten ze de grandioze mozaïekreeksen voor de Normandische heersers op Sicilië en Christus Pantocrator tussen keizer Constantijn IX Monomachus en keizerin Zoë in de Hagia Sophia van Istanboel.
In West-Europa ontstond tijdens de regeerperiode van Karel de Grote de Karolingische renaissance, (ca. 750 – ca. 950), een hernieuwde belangstelling voor de klassieke cultuur. Deze opleving speelde zich vooral af aan het hof en werd gedragen door de clerus. Byzantijnse invloeden, met name het afbeelden van de menselijke figuur, werden versmolten met Germaanse, abstracte ornamentiek. Verder zijn veel teksten uit de Latijnse oudheid bewaard gebleven dankzij kopieën die in die tijd door monniken werden vervaardigd. Dit gebeurde vooral in kloosterbibliotheken, waarvan omvang en aantal sterk toenamen tijdens en vlak na de regeerperiode van Karel de Grote.

## Hoge middeleeuwen: ca. 950 – ca. 1270
Het centrum van de christelijke beschaving lag aan het begin van het tweede millennium in Constantinopel. Economisch, cultureel en militair was het Byzantijnse Rijk veruit de meerdere van West-Europa, dat een dunbevolkt voornamelijk landelijk randgebied vormde. Enkele eeuwen later was de situatie omgekeerd, mede mogelijk gemaakt doordat het Byzantijnse Rijk als buffer was opgetreden tegen het oprukkende Ottomaanse Rijk tot het in 1453 dan toch werd ingenomen. Het vrijwel exclusief agrarische West-Europa van de vroege middeleeuwen verstedelijkte en commercialiseerde vanaf de tiende eeuw.
Door verbeterende landbouwmethoden kon de bevolking gestaag toenemen. Talrijke nieuwe dorpen en steden werden gesticht. De bestaande, meestal door de Romeinen gestichte steden begonnen ook weer te groeien. In de 10e eeuw kwam er daarnaast een einde aan de invasies van Europa door Vikingen, Moren en Aziatische steppevolkeren. De hierop volgende stabiliteit had vanaf de 11e eeuw een expansiebeweging tot gevolg, wat onder meer tot uiting kwam in de kruistochten, de Ostsiedlung en de Reconquista. In mediterraan Europa was de achteruitgang na de val van het Romeinse Rijk minder geweest dan in West-Europa en Italiaanse handelaren voegden zich bij de langeafstandshandel die zich centreerde rond de Indische Oceaan. In de repubbliche marinare bracht de handel een explosieve groei van de welvaart. Het bracht de Europeanen tevens in contact met hoogstaande beschavingen en stelde hen in staat kennis over te nemen van de Byzantijnen en de moslims en technologieën uit China. Deze ontwikkeling begon in Italië en het graafschap Vlaanderen, met Brugge als knooppunt van de handel tussen Noord- en Zuid-Europa, die in korte tijd tot rijke gebieden uitgroeiden. De handel maakte zo van het noorden van Italië het welvarendste deel van Europa, gevolgd door Vlaanderen in West-Europa.
In West-Europa werden ondertussen venen en moerassen drooggelegd, bossen gerooid en grond ontgonnen. Het kerngebied daarvan lag tussen de Loire en de Elbe. Dankzij het door de Golfstroom milde klimaat met voldoende regenval gedurende het hele jaar kon de landbouwproductie gestaag groeien. Het drieslagstelsel maakte het daarbij mogelijk dat arbeid evenwichtig verdeeld kon worden over het jaar. Ook leverde dit meer haver op, zodat de met hooi genoegen nemende os kon worden vervangen door het paard. Deze kon door drie uitvindingen een veel grotere trekkracht leveren; het haam, de tandem en het hoefijzer. In combinatie met de nieuwe keerploeg kon de productiviteit tot driemaal hoger liggen dan mogelijk was rond de Middellandse Zee. Het resulterende overschot maakte handel mogelijk, terwijl er ook een klasse van krijgers van onderhouden kon worden die de boeren beschermde tegen dreiging van buitenaf.

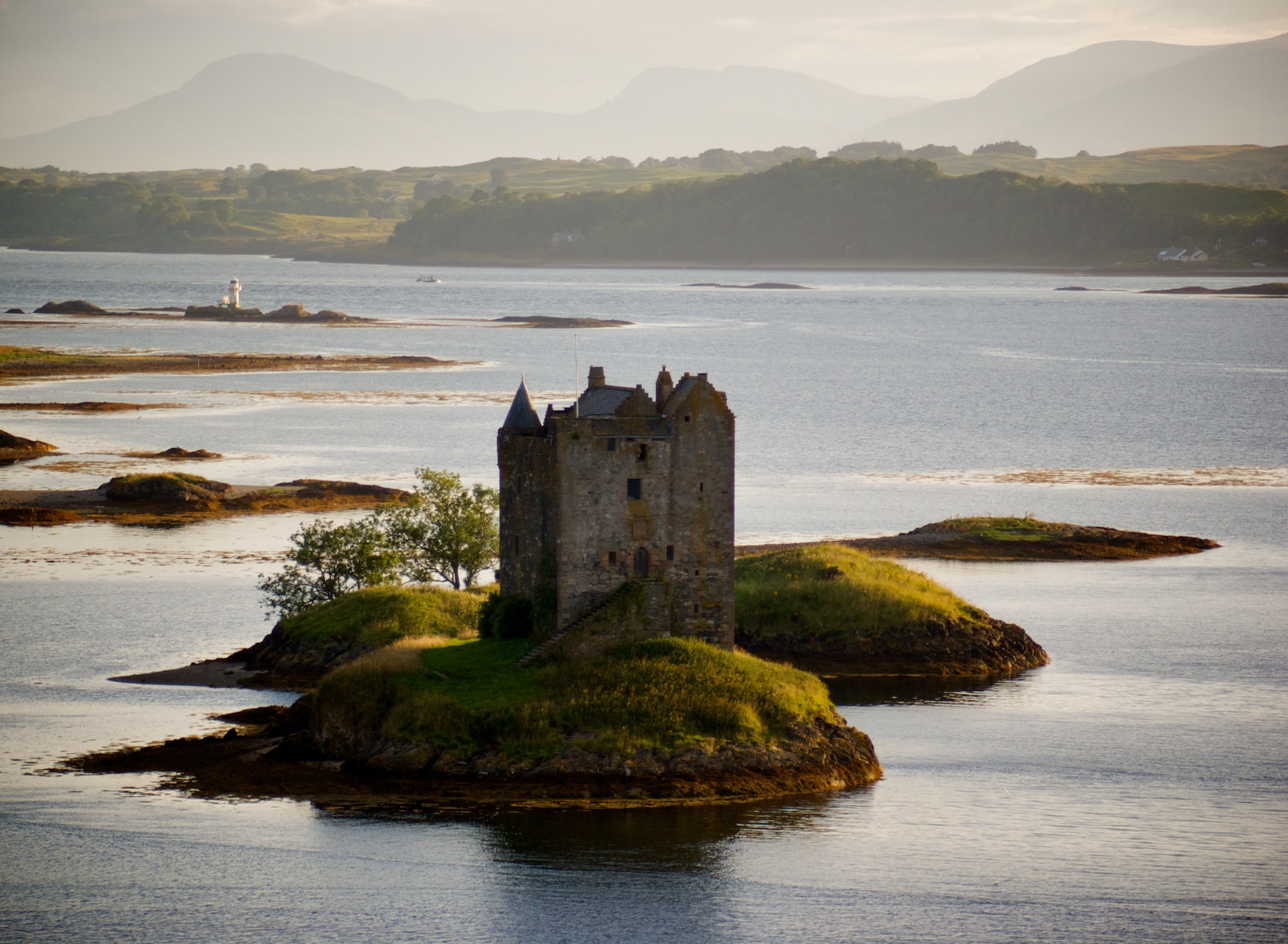
Castle Stalker aan de Schotse kust. Met een kasteel en zijn milites kon een heer in de hoge middeleeuwen zijn omgeving overheersen zonder zich veel te hoeven aantrekken van de vorst aan wie hij leenplichtig was. Het kwam dan ook voor dat men bij meerdere vorsten gebieden in leen had.

Nadat de dreiging van de invasies was weggevallen richtten de krijgers zich tegen elkaar en de lokale bevolking. Een aantal feodale heren wist hun gezag uit te breiden ten koste van hun buren, zich daarbij weinig aantrekkend van het koninklijke gezag. Door deze banale revolutie ontbrak een sterk centraal gezag. Het ontbreken van een unitaire gezagsstructuur had verlammend kunnen werken, maar resulteerde niet alleen in veel bloedvergieten van onderling strijdende vorstendommen, prinsdommen, stadstaten, republieken en boerenkantons, maar ook in innovatie waarmee de macht vergroot kon worden die nodig was om te overleven. Deze lag niet alleen op technisch gebied, maar ook op financieel en politiek vlak.
In deze periode bereikten de macht van de Rooms-Katholieke Kerk en de paus een hoogtepunt. Paus en keizer streden lang over de vraag wie de jurisdictie over het westers christendom had. Belangrijk daarbij was de investituur, de bevoegdheid tot het benoemen van bisschoppen. Dit was vooral van belang omdat dezen evenals de paus naast kerkelijke ook wereldlijke macht uitoefenden. De Duitse keizer moest deze Investituurstrijd opgeven in 1250, maar ook de paus kon dit na 1303 niet volhouden.
In Duitsland regeerde het Saksische huis met onder anderen Hendrik I, Otto I en Otto III, later het Frankische huis met onder anderen Hendrik III en Hendrik IV. In Frankrijk was Hugo Capet de stamvader van de Capetingen en alle andere Franse koningen na hem, tot 1789. Engeland werd in 1066 veroverd door Willem de Veroveraar, hertog van Normandië, waarmee een pril Angelsaksisch rijk een krachtige Franse overheersing kreeg, die tot de dag van vandaag sporen nalaat op de Britse eilanden. Dit is niet alleen terug te zien in talrijke Normandische kastelen en in het Domesday Book (een inventaris van alle Engels 'onroerend goed' opgesteld in opdracht van Willem de Veroveraar), maar meer nog in de Engelse taal.
Vanaf 1080 ontstonden de eerste universiteiten en werd vooruitgang gemaakt in kunst en architectuur. In deze zelfde periode werden de grote Romaanse en later gotische kathedralen gebouwd. Door de toenemende welvaart konden de rijkere en machtiger steden stadsrechten afdwingen.

### Kruistochten

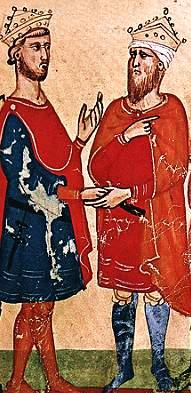
Sultan Al-Kamil onderhandelt met keizer Frederik II.

De oorspronkelijke verovering van Palestina door islamitische strijdmachten had aanvankelijk nauwelijks een storende werking op de pelgrimage of bedevaart naar de heilige plaatsen van de christenen, zoals Jeruzalem, Bethlehem en Nazareth. Hoewel in 1009 de Heilig Grafkerk werd vernietigd door de Fatimidische kalief, Al-Hakim, stond zijn opvolger Al-Zahir het Byzantijnse Keizerrijk weer toe om de kerk te herbouwen en werd ook pelgrimage weer toegestaan.
Het beslissende verlies van het Byzantijnse leger tegen de Seltsjoekse Turken in de Slag bij Manzikert in 1071 zorgde voor de eerste bedes om hulp en troepen vanuit het westen. Er werd dus niet alleen gestreefd naar het heroveren van Jeruzalem, maar ook het bijstaan van het Byzantijnse leger tegen de Turken, het voorkomen van gebiedsuitbreiding van de islamieten en het vergroten van de invloed van het westen in het oosten. De toenemende stabiliteit en groei in Europa maakte het voor het eerst mogelijk om ook daadwerkelijk in te gaan op de bedes.

#### Persecuting society
De klasse van krijgers die aanvankelijk de binnenvallende volken bestreden had, streed na het wegvallen van die dreiging vooral tegen elkaar en de lokale bevolking. Als reactie hierop ontstond de godsvredebeweging. Was dit aanvankelijk een oproep aan lokale heren, later werd dit ook een oproep aan christelijke staten om onderling geweld te stoppen. Paus Urbanus II (1088–1099) gebruikte dit argument om de onderlinge strijd te staken en zich te richten op de gemeenschappelijke vijand van het geloof.
In de vroege middeleeuwen werd met relatieve openheid gesproken over de inhoud van de leer. Dit bracht met zich mee dat er verschillende interpretaties van die leer waren, wat de eenheid van de Kerk niet ten goede kwam. Augustinus zag ketterij – of heresie van het Griekse hairesis voor keuze – als afwijking van christenen van het ware geloof. Er werden dan ook dogma's vastgesteld om het ware geloof te definiëren. Met de ontwikkeling van de dogmatiek werd niet alleen duidelijk wat het ware geloof inhield, het maakte ook duidelijk wat hier niet mee overeenkwam. Dit laatste kon uiteindelijk niet meer getolereerd worden en aanhangers hiervan werden vanaf de 12e eeuw vervolgd, wat Moore de persecuting society heeft genoemd. Vervolging bleef niet beperkt tot aanhangers van niet-geaccepteerde geloven en geloofsrichtingen, maar omvatte ook leprozen en homoseksuelen.
Vanaf de 12e eeuw waren zowel de Kerk als de grote Europese koninkrijken in staat om hun ideologieën en doelen beter te definiëren. Dit resulteerde in een afwijzing van corruptie en verwereldlijking binnen de Kerk, maar ook in een afwijzing van groepen die afweken van die ideologieën. Dit was niet alleen de islam, maar ook bewegingen als de bulgarelli, de waldenzen en de kathari. Andere bewegingen als de franciscanen en de humiliati werden wel erkend, waarbij niet altijd duidelijk is wat de overwegingen waren om de ene groepering wel op te nemen en de andere niet.
In 1063 gaf paus Alexander II zijn zegen aan de kruistochten van de Reconquista. In 1085 namen de Spanjaarden de taifa Toledo in, en in 1092 werden de moslims van Sicilië verdreven. Ongetwijfeld werden de kruisvaarders gesterkt door deze successen tegen de islam.
Paus Innocentius III besloot dat tegen de katharen krachtiger moest worden opgetreden. In 1209 verzamelde hij een leger voor een kruistocht naar Occitanië. Tijdens het Vierde Lateraans Concilie werd een aantal religieuze groepen veroordeeld en andere erkend. Er werden decreten tegen de katharen en de Waldenzen afgekondigd. Joden moesten een geel insigne dragen en ook moslims moesten onderscheidende tekenen gaan dragen. Paus Gregorius IX gaf in 1232 bevel aan de nieuwe Orde der Dominicanen de taak van de inquisitie op zich te nemen. De katharen waren hier het eerste slachtoffer van, maar ook de Joden – die bij Augustinus wel een aparte status hadden, maar wel bescherming genoten – leprozen en homoseksuelen werden al snel het slachtoffer. Dit was de schaduwzijde van de economische expansie en de nieuwe spiritualiteit.

#### Tochten
In 1091 stuurde keizer Alexius I van Byzantium een bede om hulp naar paus Urbanus II. Hoewel dit eerder bedoeld was als een verzoek om meer huurlingen, zag de paus dit mede als een mooie gelegenheid om de eenheid in de Kerk te herstellen na het Schisma van 1054 en om het Heilige Land te bevrijden na de invallen van de moslims, zodat Jeruzalem weer een veilige plek werd voor de christenen. Op 26 november 1095 hield hij een vurige rede tijdens het Concilie van Clermont waarin hij opriep tot het houden van een kruistocht. Wie deelnam aan de kruistocht kreeg materiële steun; zijn persoon en goederen stonden voor de duur van de kruistocht onder de bescherming van de Kerk. Daarnaast kreeg elke deelnemer ook een algemene aflaat, vrijstelling van belasting, opschorting van schulden en bevrijding van de lijfeigenschap.
Zo kwam het tot de Eerste Kruistocht (1096–1099) die resulteerde in de verovering van Jeruzalem en de stichting van een aantal kruisvaardersstaten. Een belangrijke factor daarbij was de verzwakking van de moslims door de interne verdeeldheid tussen de Seltsjoeken en de Fatamiden. De Tweede Kruistocht (1145–1149) mislukte daarentegen. In 1187 werd Jeruzalem veroverd door Saladin, wat aanleiding was voor de Derde Kruistocht (1189–1192). Herovering van Jeruzalem slaagde echter niet, zodat niet lang daarna de Vierde Kruistocht (1202–1204) plaatsvond.
Het kwam niet tot de herovering van Jeruzalem. In plaats daarvan werd in 1204 het toen nog Byzantijnse Constantinopel ingenomen en vervolgens grootschalig geplunderd door de kruisvaarders, die ook vele relikwieën buitmaakten. De graaf van Vlaanderen, Boudewijn IX, werd gekozen tot keizer van het zogenaamde Latijnse keizerrijk (1204–1261), dat overigens nog grotendeels veroverd moest worden. Venetië maakte zich meester van enkele gunstig gelegen steunpunten en nam ook de 'bronzen paarden' mee. In 1205 verdween Boudewijn IX spoorloos. Vermoedelijk werd hij gevangengenomen door de Bulgaren. Het Latijnse keizerrijk was geen lang leven beschoren. De Griekse bevolking stond uitgesproken vijandig tegenover de westerse heersers, die bovendien onderling verdeeld waren. De keizer van het Griekse deelrijk Nicea, Michaël Palaeologus, wist in 1261 de hoofdstad te heroveren. Het herstelde Byzantijnse Rijk bleef nog tot 1453 bestaan, maar was door deze gebeurtenissen ernstig verzwakt.
In 1212 vond de zogenaamde Kinderkruistocht plaats. Feitelijk zijn er zelfs meerdere 'kinderkruistochten' geweest, in Frankrijk en in het Rijnland. De Franse kinderen trokken onder leiding van een herdersjongen naar Marseille. Volgens de gangbare versie van het verhaal werden zij vervolgens door kooplieden naar Alexandrië verscheept om daar op de slavenmarkt verkocht te worden. De Duitse kinderen trokken de Alpen over. In Rome aangekomen ontsloeg paus Innocentius III hen ten slotte van hun kruistochtgelofte. De historiciteit van deze gebeurtenissen staat overigens ter discussie.
Egypte, dat geregeerd werd door de opvolgers van Saladin, was in deze tijd de sterkste islamitische macht. Daarom werd op het Vierde Lateraans Concilie in 1215 besloten dit land aan te vallen. Verschillende vorsten namen deel aan deze expeditie. Een belangrijke stad in de delta van de Nijl, Damiate, werd door de kruisvaarders veroverd. Sultan Al-Kamil was bereid om concessies te doen en bood zelfs aan Jeruzalem terug te geven. Men kwam tijdens de Vijfde Kruistocht (1213–1221) echter niet tot overeenstemming en het kruisvaardersleger werd korte tijd later verslagen.
Meer succes had keizer Frederik II tijdens de Zesde Kruistocht (1228–1229). Hij had in zijn jonge jaren de gelofte gedaan op kruistocht te gaan, maar leek niet de intentie te hebben deze gelofte na te komen. Paus Gregorius IX (1227–1241) had daarom een banvloek over hem uitgesproken. Frederik II kende Arabisch en door te onderhandelen met Al-Kamil slaagde hij erin Jeruzalem te verwerven. Daar werd hij tot koning van Jeruzalem gekroond. De paus had principiële bezwaren tegen onderhandelingen met de ongelovigen en plaatste Jeruzalem onder het interdict, zodat de mis er niet mocht worden opgedragen. In 1244 werd Jeruzalem weer door de moslims heroverd.
Koning Lodewijk IX de Heilige (1226–1270) ging zelfs tweemaal op kruistocht. Zoals bijna alle middeleeuwers hechtte hij geloof aan de verhalen over priester Johannes, die geacht werd over een christelijk rijk in het Verre Oosten te regeren. Hij hoopte een bondgenootschap met deze christenvorst te sluiten en zond daarom Willem van Roebroek in 1253 naar het Mongoolse hof te Karakorum. Kennelijk veronderstelde hij dat het Mongoolse Rijk het rijk van priester Johannes was. De paus zond ook een gezant, de franciscaan Johannes van Pian del Carpine, naar het oosten. De reisverslagen van de gezanten zijn bewaard gebleven en zijn samen met het verslag van Marco Polo een belangrijke historische bron. De Mongoolse Grootkan was evenwel niet in samenwerking geïnteresseerd.
Tijdens de Zevende Kruistocht (1248–1254) werd wederom Damiate in Egypte veroverd. Nadat Lodewijk de Heilige gevangen was genomen moest een losgeld van 800.000 bezanten betaald worden.
De Mongolen maakten in 1258 een einde aan het kalifaat der Abbassieden. Toen zij verder naar het westen trokken werden zij in 1260 verslagen door sultan Baibars, die als leider van de mammelukken over Egypte heerste.
In 1291 werd het laatste steunpunt van de kruisvaarders, Akko, veroverd. Ook in de eeuwen hierna bleef in West-Europa het verlangen bestaan om het "Heilige Land" te bevrijden. Het gedicht "Vanden lande van oversee" van Jacob van Maerlant is hiervan slechts een voorbeeld uit een lange reeks traktaten die hiertoe opriepen.
Toen Constantinopel in 1396 door de Osmanen werd bedreigd werd wederom een kruistocht georganiseerd. Het werd een groot fiasco; bij Nicopolis leed men een zware nederlaag en werd Jan zonder Vrees gevangengenomen. Na de val van Constantinopel deed zijn zoon, Filips de Goede, hertog van Bourgondië, de plechtige gelofte om op kruistocht de gaan. In zijn geval bleef het bij een voornemen. Ook hun nazaat keizer Karel V meende in het voetspoor van Godfried van Bouillon te treden toen hij in 1535 Tunis aanviel.

#### Reconquista
In 711 was het Iberisch schiereiland veroverd door de Moren. In de Spaanse historiografie bestaat de traditie om de in 718 geleverde slag bij Covadonga in het Cantabrisch Gebergte te beschouwen als het begin van de Reconquista. Na zijn overwinning werd Pelayo gekozen tot koning van Asturië in het noorden van Spanje. In Baskenland ontstond rondom Pamplona in diezelfde tijd een vergelijkbaar klein rijkje, Navarra. Van die eerste koninkrijkjes moet men zich niet al te veel voorstellen. De 'koningen' van Asturië en Navarra waren in werkelijkheid vooral rijke boeren die van hun kudden leefden en in tijden van oorlog optraden als guerrilla-aanvoerder. De Moren, met hun machtsbasis in de rijke en dichtbevolkte Zuid-Iberische steden, waren duidelijk niet geïnteresseerd in het arme en dunbevolkte bergachtige noorden, al hielden zij er nu en dan slavenjachten.
In de volgende eeuw breidden de koningen van Asturië hun gebied verder uit door Galicië en León te veroveren. Voortaan noemden zij zich koning van León en Asturië. Doordat sommige koningen hun rijk onder hun zonen verdeelden, ontstond een aantal christelijke staatjes. Dit waren: Castilië en Portugal in het westen, Barcelona en Aragon in het oosten.
Nadat er in de 9e eeuw een skelet was opgegraven dat aan de heilige Jacobus werd toegeschreven ontwikkelde Santiago de Compostela zich tot een van populairste bedevaartplaatsen van Europa. Kort voor 1000 werd het geplunderd door vizier Al-Mansoer van de kalief van Córdoba.
In 1236 veroverde koning Ferdinand III van Castilië de belangrijke Moorse stad Córdoba met zijn bibliotheek van ca. 400.000 werken (waaronder veel toentertijd onbekend werk van de grote klassieke schrijvers als Aristoteles). Ter vergelijking: de grootste bibliotheek in West-Europa (Parijs) bevatte in het begin van de 14e eeuw zo'n 2000 titels.

### Muziek
De belangrijkste vernieuwing in de middeleeuwse muziek is de ontwikkeling van polyfonie, de 'meerstemmigheid'. Ook werd geleidelijk een systeem van muzieknotatie ontwikkeld, zodat de notenbalk ontstond. Met de muzieknotatie ontstond ook het beroep componist.
De volgende stijlen kunnen worden onderscheiden: het Organum (11e eeuw) en de Ars Antiqua (ca. 1100 – ca. 1300).

## Late middeleeuwen: ca. 1270 – ca. 1500

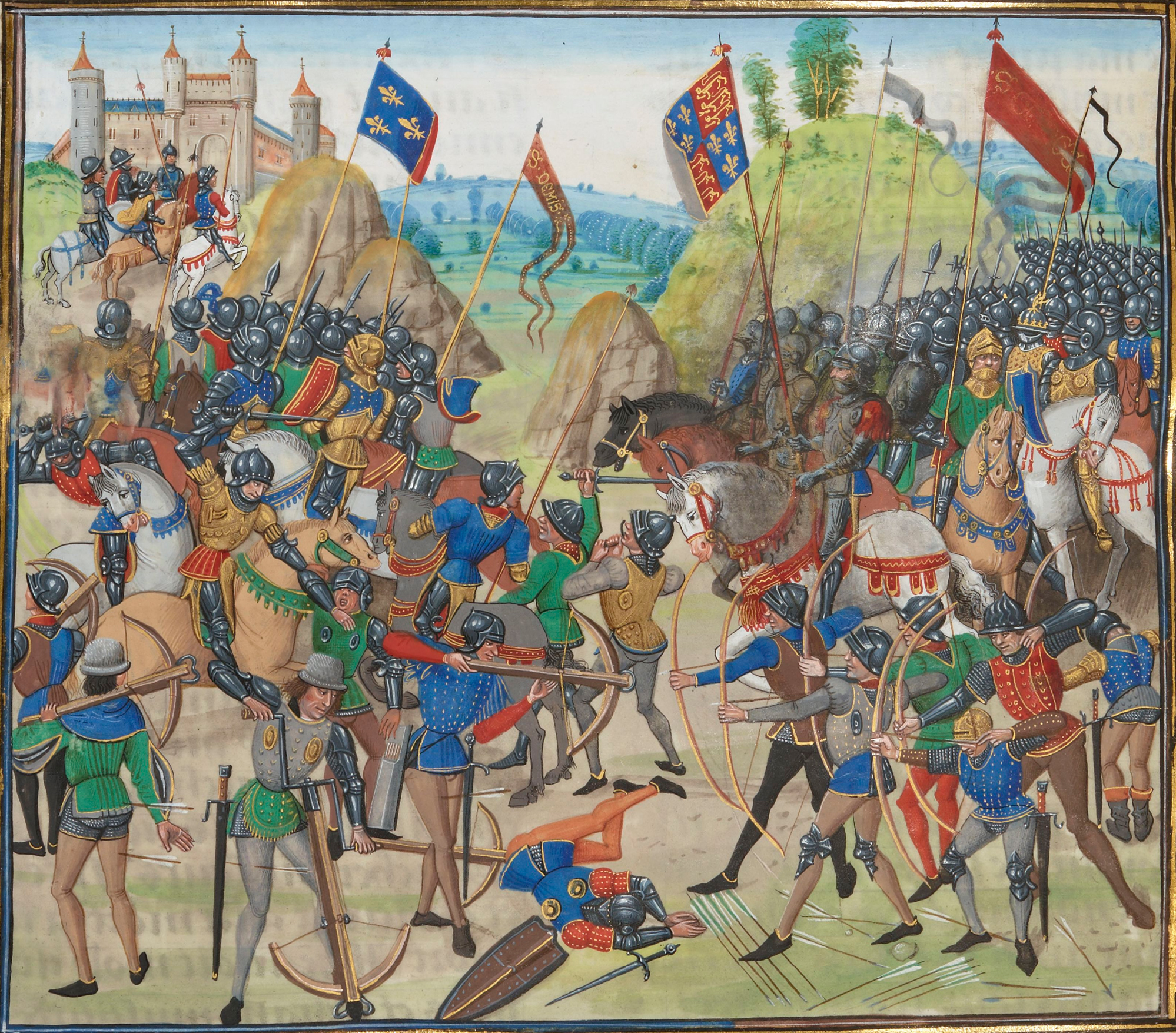
De slag bij Crécy in de Honderdjarige Oorlog; 15e-eeuws manuscript van de Kronieken van Jean Froissart

Het Heilige Roomse Rijk was inmiddels een kieskoninkrijk geworden, hetgeen betekende dat de koning voortaan werd gekozen door zeven keurvorsten. Deze gaven er doorgaans de voorkeur aan het koningschap regelmatig van dynastie te laten wisselen. De eerste in deze reeks koningen was Rudolf van Habsburg (1273–1291). Evenals al zijn opvolgers streefde hij er in de eerste plaats naar zijn Hausmacht uit te breiden.
Langzaam groeide het centraal gezag ten nadele van de kleine heren. Er ontwikkelden zich geleidelijk sterke monarchieën in Frankrijk en Engeland in wat Elias het monopoliemechanisme noemde. Daarbij weten sterkere machten de zwakkere te onderwerpen zodat een centrale macht het geweldsmonopolie in handen krijgt en daarmee het belastingmonopolie. Tegelijkertijd vond een tegengestelde ontwikkeling plaats in Italië, de Lage Landen en het westen van Duitsland, waar het centrale gezag vrijwel geheel verdween. De macht die de steden en burgers hadden kende geen vergelijk in de wereld. Dit was mogelijk doordat vorsten de steden nodig hadden vanwege de belastingen. Vanaf de 13e eeuw bleken piekeniers en boogschutters in staat om ridders te bedwingen, wat versterkt werd door de komst van veldartillerie. Er trad een commercialisering van de oorlogsvoering op, waarbij Milaan en Venetië het voortouw namen met het gebruik van huursoldaten. Het geld daarvoor moest worden opgebracht door steden, die in ruil daarvoor privileges afdwongen. Veel Italiaanse steden bleken met hun coniuratio in staat om hun heer te verwerpen. Dit was een belangrijke stap waarmee stadsgemeenschappen ook politieke gemeenschappen werden. De resulterende stadsrechten waren een belangrijke aanzet tot de latere modernisering van de politiek.
De late middeleeuwen waren voor Europa in velerlei opzicht een periode van crisis. In de 14e eeuw was er een serie misoogsten tussen 1315 en 1322 met grote hongersnood tot gevolg, door de Zwarte Dood gevolgd tussen 1347 en 1351. Ook waren er enkele langdurige oorlogen als de Honderdjarige Oorlog. Ongeveer een derde van de bevolking kwam in deze periode om het leven en het herstel daarna was langzaam, zodat pas rond 1500 de bevolking weer op het niveau van 1300 lag. In tegenstelling tot de epidemieën van de 2e eeuw volgde deze keer geen donkere periode zoals met het aanbreken van de middeleeuwen het geval was geweest. Door de grote sterfte kwam er een gebrek aan landarbeiders en arbeidskrachten. Volgens sommige onderzoekers was dit een sterke stimulans om mechanische en arbeidsbesparende verbeteringen door te voeren in de landbouw en in de ambachten, zoals mijnbouw en metallurgie. Hiermee werd de weg bereid voor de nieuwe tijd, tijdens welke de Europese (westerse) beschaving zich over de rest van de wereld zou verbreiden. Hoewel China in deze periode de grootste economie ter wereld was en leek te blijven, begon Europa met een sterk vernieuwde scheepvaart aan een door handel gedreven expansie die voor het eerst de gehele wereld bestreek.

### Economie
Van groot belang was de vooruitgang in de landbouw. De zware keerploeg noodzaakte tot een span van wel acht ossen en aangezien kleine boeren niet zoveel ossen bezaten moesten verschillende families samenwerken om het land te bewerken met deze nieuwe ploeg. De ploegspan is daarmee waarschijnlijk de basis geweest die de Europese samenleving in staat stelde om verbanden aan te gaan die niet familiegebonden waren. Waar in andere gebieden vertrouwen vaak gebaseerd was op familiebanden ging men in Europa relatief gemakkelijk ondernemingen aan met medeburgers die geen familie waren. Het aantal mogelijke samenwerkingscombinaties nam daarmee sterk toe en zo ook de mogelijkheden van risicodeling. Privé-initiatieven konden daarmee sterk toenemen in grootte en aantal en grote projecten waren niet meer beperkt tot de staat of vermogende aristocraten. Dit kwam vooral tot uiting in de scheeps- en mijnbouw.
Drie tot vier eeuwen na dit in China gebeurde ontstond dan ook in Europa een markteconomie, zonder dat daarbij de staat een dominerende rol had. Handelaren en bankiers konden zelfs in enkele stadstaten de macht naar zich toe trekken. Een proces van economische, sociale en technologische veranderingen zocht zijn weg naar waar het politieke klimaat het toeliet en waar zij niet gehinderd werden door kerkelijke of politieke overheden.
Regeringen waren vanaf dan niet alleen aangewezen op ondernemers op het vlak van scheeps- en mijnbouw, maar ook bij geschutsgieterijen. Een lagere prijs bedingen betekende dat fabrikanten op zoek gingen naar afnemers die bereid waren meer te betalen. Hetzelfde gold voor compagnieën huursoldaten die zich voor de beste prijs verhuurden. Nieuwe technieken konden zich zo snel verspreiden. Aanvankelijk waren dit vooral aanpassingen van Byzantijnse, islamitische en Chinese uitvindingen, maar meer en meer kwamen daar eigen vindingen bij.
Vooruitgang kwam met een prijs. Er kwam niet alleen meer rijkdom, maar ook meer armoede. De sociale ongelijkheid nam niet alleen toe in die delen van Europa waar de welvaart het snelst toenam, maar ook in de randgebieden. In de Baltische landen ontstond een quasi-plantage-economie waarbij boeren hun vrijheid verloren. Het gebrek aan stabiliteit bracht ook vele oorlogen.

### Onderwijs en wetenschap
De vernieuwingen vonden geen voedingsbodem op de middeleeuwse universiteiten. Deze instituten zouden uiteindelijk wel uitgroeien tot plaatsen van oorspronkelijk onderzoek, maar in de middeleeuwen overheerste het rationalisme waarbij de inzichten van het logisch redeneren niet geverifieerd werden door systematische experimenten. Aristoteles domineerde de artes liberales, de vrije kundigheden, zo genoemd ter onderscheid van de universitaire beroepsopleidingen geneeskunde, recht en theologie.
Nadat het Latijn van Cicero door de humanisten tot norm was verheven, nam de invloed van andere Griekse filosofen, waarvan het gedachtegoed door Cicero was nagevolgd, toe. In Florence ontstond een academie waar de filosofie van Plato werd onderwezen. Marsilio Ficino en Pico della Mirandola hielden zich bezig met allerlei wijsgerige systemen, waaronder de leer van Hermes Trismegistus, de joodse kabbala en astrologie, waar in deze tijd in geheel Europa grote belangstelling voor bestond.
De logica van Aristoteles botste op bepaalde vlakken met het geloof, wat aan het einde van de 13e eeuw een intellectuele crisis tot gevolg had, die tot uiting kwam in de universaliënstrijd. Ockham durfde hierbij uiteindelijk het nominalistische standpunt te onderbouwen dat ideeën geen objectief bestaan hebben buiten de mens. Hiermee veranderde de kijk op wetenschap revolutionair, wat navolging vond in de via moderna, een richting die gedoceerd werd tegenover de via antiqua waarin men bleef vasthouden aan het gematigd realisme.
Vindingen als het mechanische uurwerk, geografische coördinaten, muzieknotatie en het dubbel boekhouden maakten het mogelijk om ervaringen te kaderen. Dit maakte niet alleen een efficiënter gebruik van tijd en geld mogelijk, maar ook een vergelijking met de tot dan heersende ideeën op filosofisch en religieus gebied. Hoewel men in de 15e eeuw Aristoteles steeds meer verliet bleef het scholastieke rationalisme tot in de 18e eeuw de universiteiten beheersen. De wetenschappelijke revolutie moest wachten tot de 17e eeuw. Deze kloof tussen techniek en wetenschap leidde dan ook wel tot de verzuchting dat in één dag meer kon worden geleerd van de Portugezen dan in honderd jaar van de Grieken en Romeinen. Veranderingen zouden uiteindelijk niet door de universiteiten in gang worden gezet, maar door de studia humanitatis die voet aan de grond kreeg op de Latijnse scholen. Hoewel het humanisme zelf niet veel aanhang kreeg zou de nadruk die hierin op praktische toepasbaarheid van een opleiding van groot belang zijn. Groot belang werd er gehecht aan hoge publieke moraal en daarmee aan de werken van Cicero. Met de hernieuwde belangstelling voor het klassiek Latijn kwamen auteurs uit de heidense oudheid beschikbaar waarvan de kennis kon worden toegevoegd aan de christelijke kennis. Met de komst van de boekdrukkunst in Europa kon deze kennis zich sneller verspreiden.

#### Boekdrukkunst
De ontwikkeling van de boekdrukkunst zou een van de belangrijkste uitvindingen in de wereldgeschiedenis blijken te zijn. Het merendeel van de gedrukte teksten waren in eerste instantie Bijbels, devote literatuur en heiligenlevens, maar de resulterende democratisering van kennis maakte na de middeleeuwen ook de wetenschappelijke revolutie mogelijk en versnelde onder meer de Reformatie en de Verlichting. Zo konden er tussen 1517 en 1520 300.000 exemplaren van het werk van Luther verspreid worden door Europa.
In het begin van de 15e eeuw werden zogenaamde 'blokboeken' gemaakt. Tekst en afbeeldingen werden in hout uitgesneden, waarna ze handmatig konden worden afgedrukt. Een kalenderblad voor het jaar 1448, gezet met loden letters, is bewaard gebleven. Het zou het werk kunnen zijn van Johannes Gutenberg, drukker te Mainz, die in 1455 of 1456 de beroemde Gutenbergbijbel vervaardigde. Voor de traditie om deze uitvinding toe te schrijven aan Laurens Janszoon Coster ontbreekt ieder bewijs. De enige bron hiervoor is een verhaal van Hadrianus Junius, een eeuw later. Wel zijn er oude incunabelen bewaard gebleven die vermoedelijk in de Nederlanden gedrukt zijn.

### Kunst en cultuur

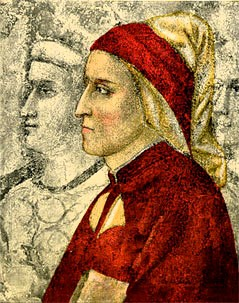
Oudste portret van Dante Alighieri.

De Florentijn Dante Alighieri (1265–1321) kan met recht beschouwd worden als de grootste middeleeuwse schrijver. In zijn jeugdwerk La vita nuova (Het nieuwe leven), een reeks gedichten verbonden door prozateksten, bezong hij zijn liefde voor Beatrice. Het hoogtepunt van zijn oeuvre is het meesterwerk De goddelijke komedie, een beschrijving van een reis door hel, vagevuur en hemel. Op deze reis wordt de dichter aanvankelijk vergezeld door de Romeinse dichter Vergilius, later door Beatrice. Dante schreef ook werken in het Latijn, waaronder De Monarchia, waarin hij het middeleeuwse keizerschap verheerlijkte.
Een generatie later bezong Petrarca zijn liefde voor Laura in een reeks Italiaanse sonnetten, de Il Canzoniere (originele titel Rerum vulgarium fragmenta). Hij volgde hiermee zowel Dante als de troubadours na.
Ondanks een afname van de bevolking bezocht een groter aantal studenten dan voorheen de universiteiten. Dankzij het werk van François Villon (1431 – na 1463) is er een goed beeld van de levensomstandigheden daar. In de traditie van de vaganten dichtte hij Le Lais (Legaten) en Le Testament. Villon schreef in het Frans en gebruikte ook nieuwe versvormen, de ballade en het rondeel. Opvallend aan zijn poëzie is zijn pessimistische en ironische toon.
Castiglione schreef voor de elite van deze tijd een handboek der wellevendheid: "Il Cortegiano" (De hoveling). Zijn idealen werden aan de renaissancehoven in praktijk gebracht.

#### Beeldende kunsten

##### Noordelijk Europa

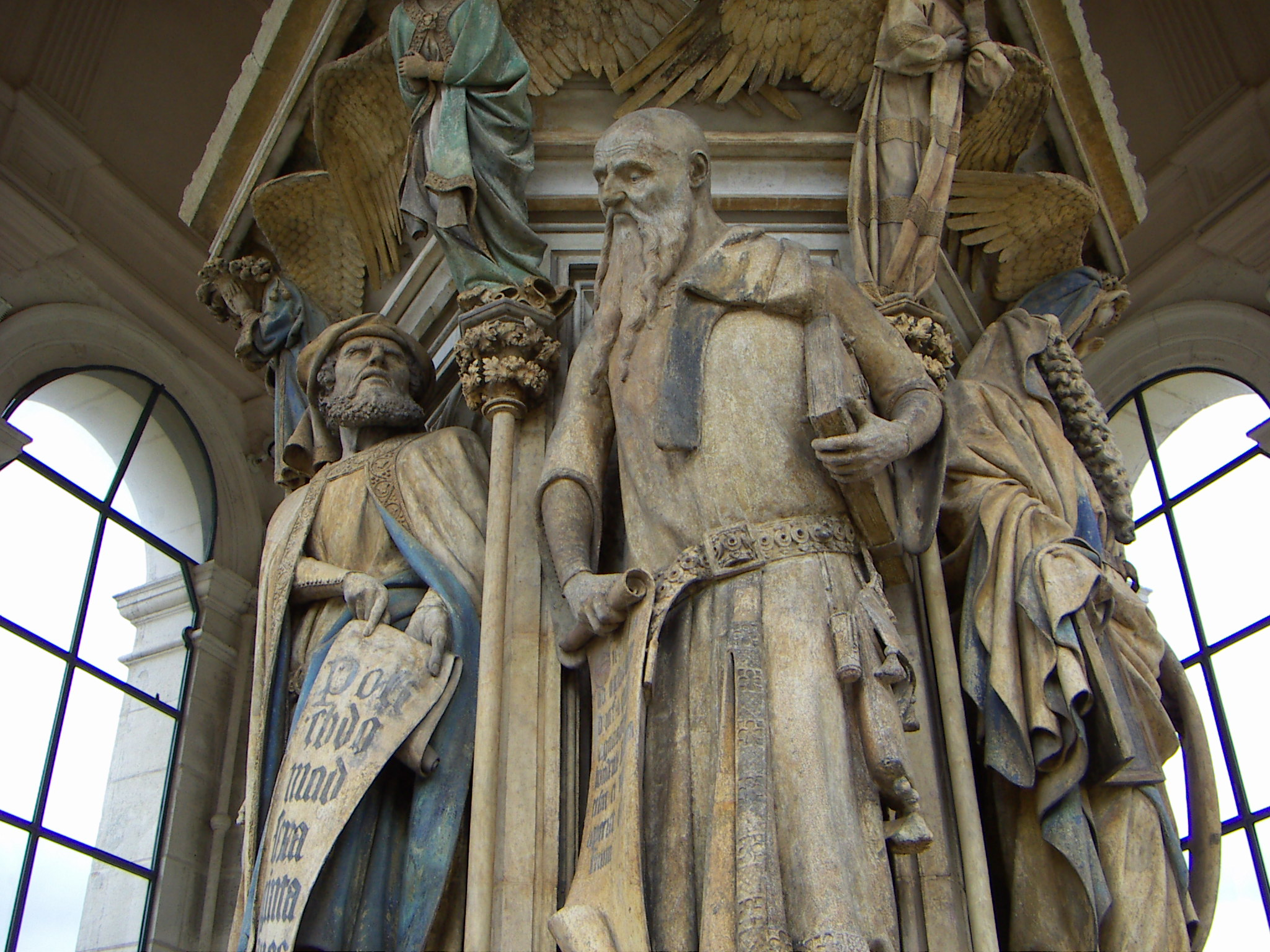
De Mozesput van Claus Sluter in het klooster van Champmol nabij Dijon.

In het noorden ontwikkelde zich geen nieuwe bouwstijl, maar werd de gotiek voortgezet. Het aantal decoratieve elementen nam toe. De drang tot imponeren leidde tot het bouwen van steeds hogere torens en grotere kerken. Een voorbeeld hiervan is de kathedraal van Beauvais, die dan ook onvoltooid bleef. Ook wereldlijke gebouwen, kastelen en paleizen, werden meer en meer een middel om de macht van hun bewoners tentoon te spreiden. Dit is duidelijk te zien aan het palais des papes te Avignon en het hertogelijk paleis te Dijon. Ook rijke patriciërs zoals Jacques Cœur maakten van hun woning een imposant gebouw.
De steden bouwden naast ringmuren en poortgebouwen, die dienden ter verdediging, ook grote openbare gebouwen als teken van hun rijkdom. Een voorbeeld hiervan is de lakenhal te Ieper. Veel van dergelijke gebouwen werden bovendien nog verfraaid met een zogenaamd belfort, een hoge toren.
Het is niet verwonderlijk dat in de kunsten de dood steeds terugkeerde als thema. Wie het kon betalen besteedde grote aandacht aan grafmonumenten. Filips de Stoute, hertog van Bourgondië, schonk grote sommen geld aan het door hem gestichte klooster Champmol bij Dijon om hier zijn mausoleum te laten verrijzen. Het klooster is verwoest, maar de "Mozesput", met beeldhouwwerk van Claus Sluter, is bewaard gebleven.
In de late middeleeuwen ontstond ook onder leken de gewoonte om dagelijks een verkorte vorm van het koorgebed te bidden namelijk het Kleine Officie van Onze Lieve Vrouw. Hierdoor ontstond er vraag naar zogenaamde getijdenboeken, die voor welgestelde afnemers werden verlucht met schitterende miniaturen. Een hoogtepunt van deze kunst zijn Les Très Riches Heures du duc de Berry, gemaakt voor een broer van de Franse koning door de gebroeders Van Limburg. Het getijdenboek van Turijn, vervaardigd door de gebroeders Jan van Eyck, is verloren gegaan.
De uitvinding van de olieverf stimuleerde de paneelschilderkunst. Kleuren bleven beter houdbaar en behielden hun stralende helderheid. Opdrachtgevers waren de Kerk, vorsten en ook rijke burgers. Gewoonlijk werden de schilderingen geplaatst in een kerk. De opdrachtgevers lieten zichzelf op zijpanelen afbeelden, zodat een triptiek ontstond.
Een voorbeeld van een polyptiek is het schitterende Gentse altaarstuk, de "Aanbidding van het Lam Gods", in opdracht van Joos Vijd geschilderd door Jan en Hubert van Eyck. Jan van Eyck, de meester onder de Vlaamse primitieven, schilderde ook portretten, onder andere het Portret van Giovanni Arnolfini en zijn vrouw.
Zowel het prachtlievende Bourgondische hof als de rijke Zuid-Nederlandse steden verstrekten in de 15e eeuw veel opdrachten, hetgeen veel kunstenaars aantrok. Tot de Vlaamse meesters behoren Rogier van der Weyden, Dirc Bouts en de in Duitsland geboren Hans Memling.

##### Italië

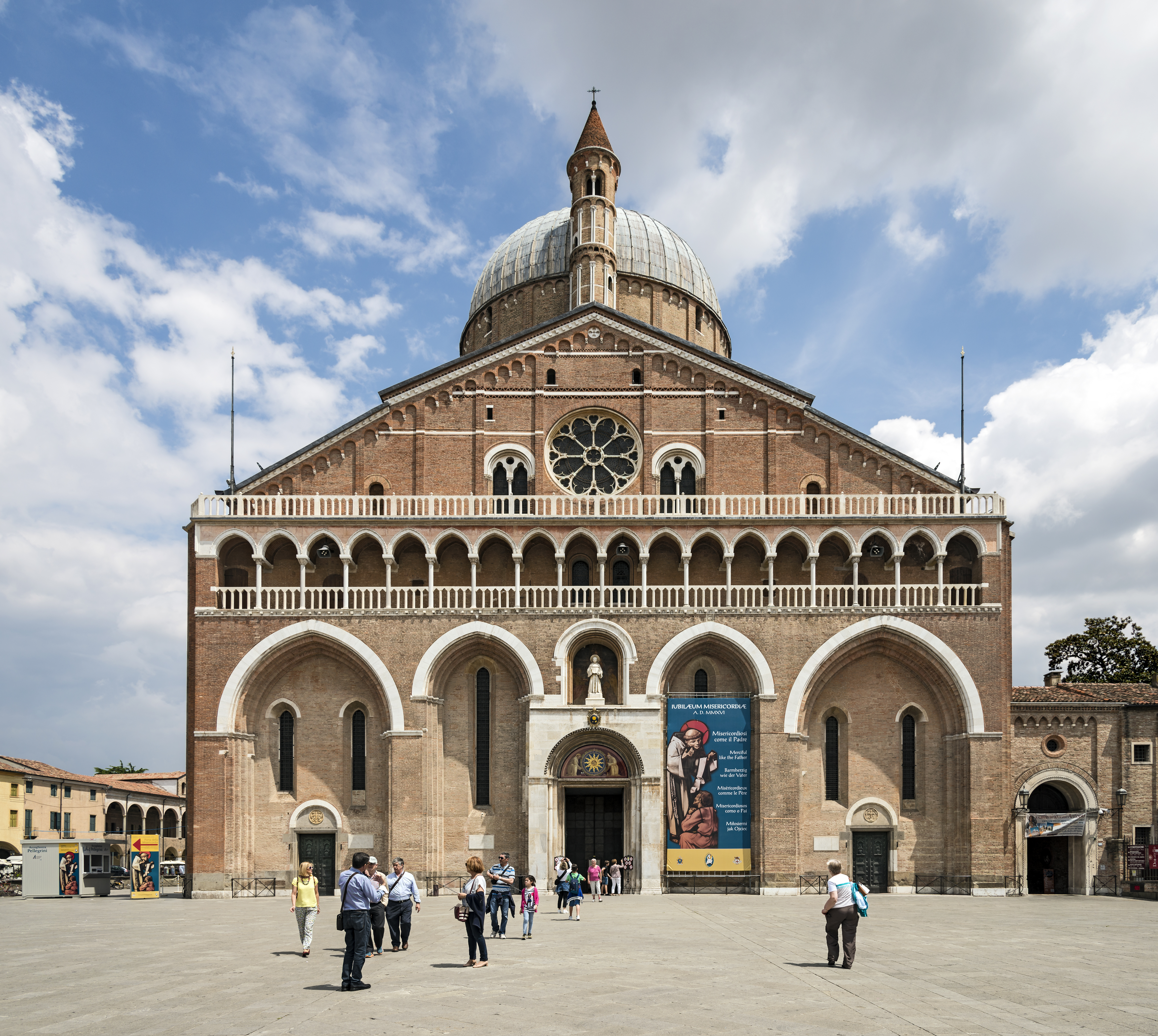
De kerk van Sint-Antonius te Padua.

De gotiek heeft als bouwstijl in Italië nauwelijks navolging gevonden. Byzantijnse invloeden deden zich daarentegen tot laat in de middeleeuwen gelden. Een voorbeeld hiervan is de 13e-eeuwse kerk van Sint-Antonius te Padua, waarvan de koepels de San Marco-basiliek te Venetië imiteren. In de volgende eeuwen werden in toenemende mate Romeinse bouwelementen, zoals bogen of een centrale koepel, toegepast. Een voorbeeld hiervan is de door Brunelleschi gebouwde Santa Maria del Fiore te Florence. In Rimini werd zelfs een kopie van een Romeinse tempel gebouwd, de "Tempio Malatestiano".
Leone Battista Alberti schreef in de 15e eeuw een verhandeling over deze nieuwe, klassiek geïnspireerde architectuur: De re edificatoria.
Ook beeldhouwers lieten zich door de klassieken inspireren en begonnen opnieuw vrijstaande beelden te vervaardigden. Donatello maakte rond 1450 het eerste ruiterstandbeeld van na de oudheid: een beeld van generaal Gattamelata in Padua.
In de 14e en 15e eeuw waren het vooral de schilders die in Italië nieuwe wegen insloegen. Een voortrekker was eerder al de Florentijnse schilder Giotto (ca. 1267 – 1337). Deze schilders slaagden erin perspectief en het verschil tussen licht en donker steeds realistischer weer te geven. Ook nam de kennis van de menselijke anatomie toe. Dit is bijvoorbeeld duidelijk zichtbaar in het werk van Masaccio (1401–1428). Gaandeweg nam ook de expressiviteit van de afgebeelde personen toe.
Een hoogtepunt waren de mythologische en allegorische voorstellingen van Sandro Botticelli (1445–1510) met een tot dan toe ongekende kleurenpracht.
Het bestaan van meerdere schitterende renaissancehoven, die alle regelmatig opdrachten verstrekten, droeg aan de spectaculaire opbloei van de beeldende kunsten bij.
De kunsthistoricus Vasari introduceerde rond 1550 in zijn Le Vite de term rinascità (wedergeboorte) om de breuk met de middeleeuwse traditie in de kunsten aan te duiden. Uit dit woord rinascità ontstond ons begrip 'Renaissance', oorspronkelijk dus een stijlperiode in de kunstgeschiedenis, als naam voor deze overgangsperiode tussen middeleeuwen en nieuwe tijd. Onder invloed van de Zwitserse historicus Burckhardt hebben historici het verschil tussen middeleeuwen en Renaissance sterk benadrukt en als een radicale breuk in de historische ontwikkeling voorgesteld. Inmiddels is het besef gegroeid dat er veeleer sprake was van een geleidelijke overgang.

#### Muziek
In de muziek kunnen de volgende stijlen worden onderscheiden: de Ars nova (ca. 1300 – 1450), het Trecento (Italiaanse muziek uit de 14e eeuw) en de Ars Subtilior (ca. 1425 – 1450).
Op de drempel van middeleeuwen en nieuwe tijd ontstond het oeuvre van Josquin Des Prez (ca. 1450 – 1521), een van de befaamdste componisten van die periode. Schrijvers als Baldassare Castiglione en Maarten Luther schreven lovend over zijn reputatie en roem; theoretici zoals Henricus Glareanus en Gioseffo Zarlino beschouwden zijn stijl als nagenoeg perfect.

#### Humanisme

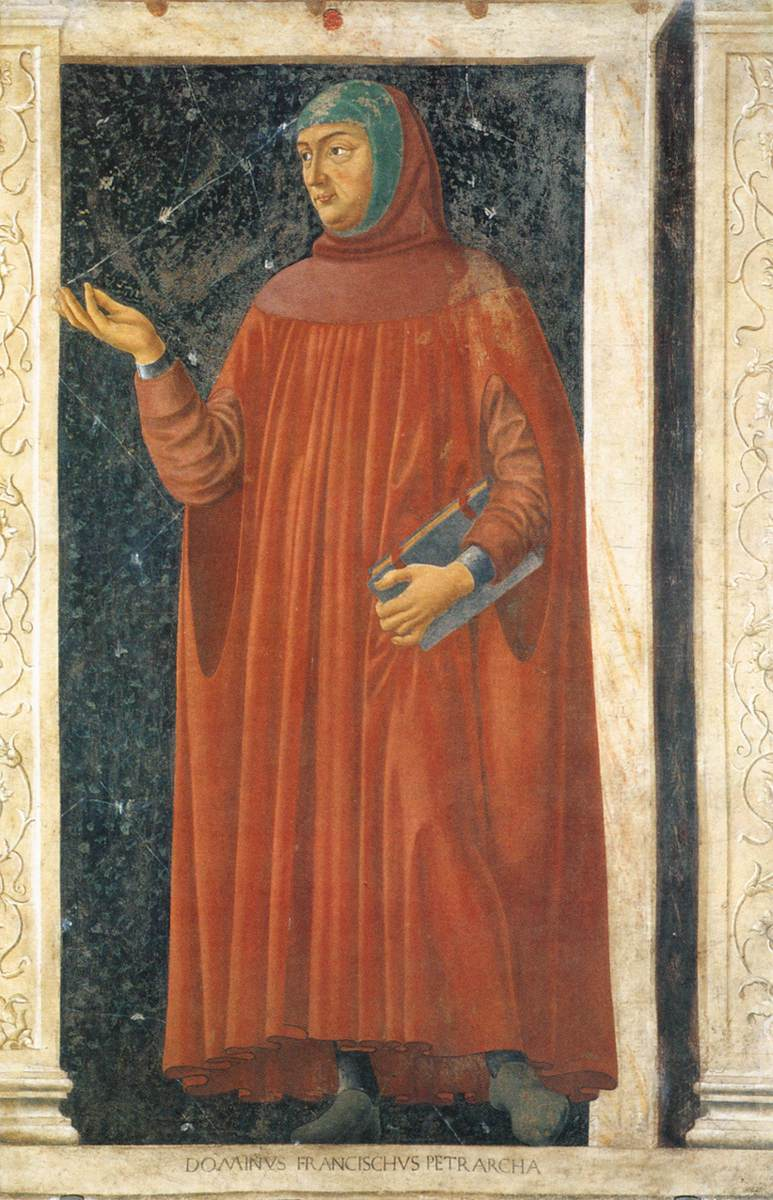
Francesco Petrarca.

De term 'humanisme' is afgeleid van het Latijnse woord humanitas (menselijkheid); bovendien gebruikten Italiaanse geleerden en litterati in de 14e en 15e eeuw ook zelf al het woord humanisten. De term 'humanisme' is echter pas in de 19e eeuw ingevoerd.
Gedurende de gehele middeleeuwen was Latijn de taal van de Kerk en van de wetenschap. Het middeleeuws Latijn week echter zowel in grammatica als in vocabulaire af van dat uit de Oudheid.
De Italiaanse humanisten waren zich van dit verschil sterk bewust en meenden dat het intellectuele leven hierdoor tot stilstand was gekomen. Zij hoopten door de taal van Cicero, Livius en Vergilius na te volgen een culturele opleving te bewerkstelligen. Daarom gingen zij naarstig op zoek naar oude manuscripten en herleefde ook de belangstelling voor het Grieks. Dankzij enkele Byzantijnse geleerden ontstonden er scholen en universiteiten waar ook Grieks werd onderwezen.
Baanbrekend was het werk van Francesco Petrarca (1304–1374), die met recht als de eerste humanist beschouwd wordt. Hij bezat weliswaar een handschrift van de Ilias en Odyssee, maar kon het Grieks niet lezen.
Zijn tijdgenoot Boccaccio, een andere vroege humanist, beheerste naast het klassieke Latijn het Oudgrieks wel. Desondanks dankt hij zijn roem tegenwoordig vooral aan de novellebundel Decamerone, geschreven in het Italiaans.
Hoewel de humanisten zelf zeer trots waren op hun in perfect Latijn geschreven werken wordt hun enthousiasme heden ten dage ook door classici zelden gedeeld.
In Duitsland en de Lage Landen ontwikkelde zich in de 15e eeuw een Bijbels humanisme; dit propageerde een persoonlijker geloofsbeleving dan tot dusverre gebruikelijk was. Deventer was het centrum van de 'Moderne Devotie', waarvan Geert Grote, opmerkelijk genoeg een leek, de grondlegger was. Het Bijbels humanisme bestudeerde vooral de bronnen van het christendom, waaronder de teksten van de kerkvaders Augustinus en Hiëronymus.
De theoloog Nicolaas van Kues (Cusanus, 1401–1464) wordt als de eerste Bijbelse humanist beschouwd. Hij probeerde de filosofie van Aristoteles met die van Plato te verenigen. Daarnaast verzamelde hij handschriften. Invloedrijke humanisten waren verder de Groningers Wessel Gansfort (1419–1489) en Rudolf Agricola (1443–1485). De belangrijkste van hen is uiteraard Desiderius Erasmus van Rotterdam (ca. 1466 – 1536). Hoewel vermaard om zijn eigen literair Latijn maakte hij de uitwassen van het humanisme belachelijk in zijn werk "Ciceronianus". Zowel Gansfort, Agricola als Erasmus maakten reizen naar Italië.
Deze noordelijke humanisten schreven niet alleen in een soepel en foutloos Latijn, maar maakten ook een studie van het klassiek Grieks en Hebreeuws. Zij gingen ertoe over om de Bijbel in zijn oorspronkelijke talen te bestuderen. Aldus baanden zij, vermoedelijk onbedoeld, de weg naar de Reformatie.

### Voeding
Omdat het water in de meeste middeleeuwse steden niet schoon was, dronk men bier dat in huis werd gebrouwen. De verkoop van de gruit, gemalen heidekruiden (vooral wilde gagel), was een monopolie van de landsheer. Vanaf de 13e eeuw werd zwaarder hoppenbier, dat beter houdbaar is, gebrouwen in Hamburg en andere Duitse steden en vervolgens geëxporteerd.
Kort voor 1400 ging men ertoe over haring aan boord te kaken, wat de houdbaarheid van de vangst vergrootte. Hierdoor konden Vlaamse en Hollandse haringbuizen voortaan concurreren met de visvangst bij Skåne en werd de hegemonie van de Hanze langzaam gebroken.

## Uitvindingen in de middeleeuwen

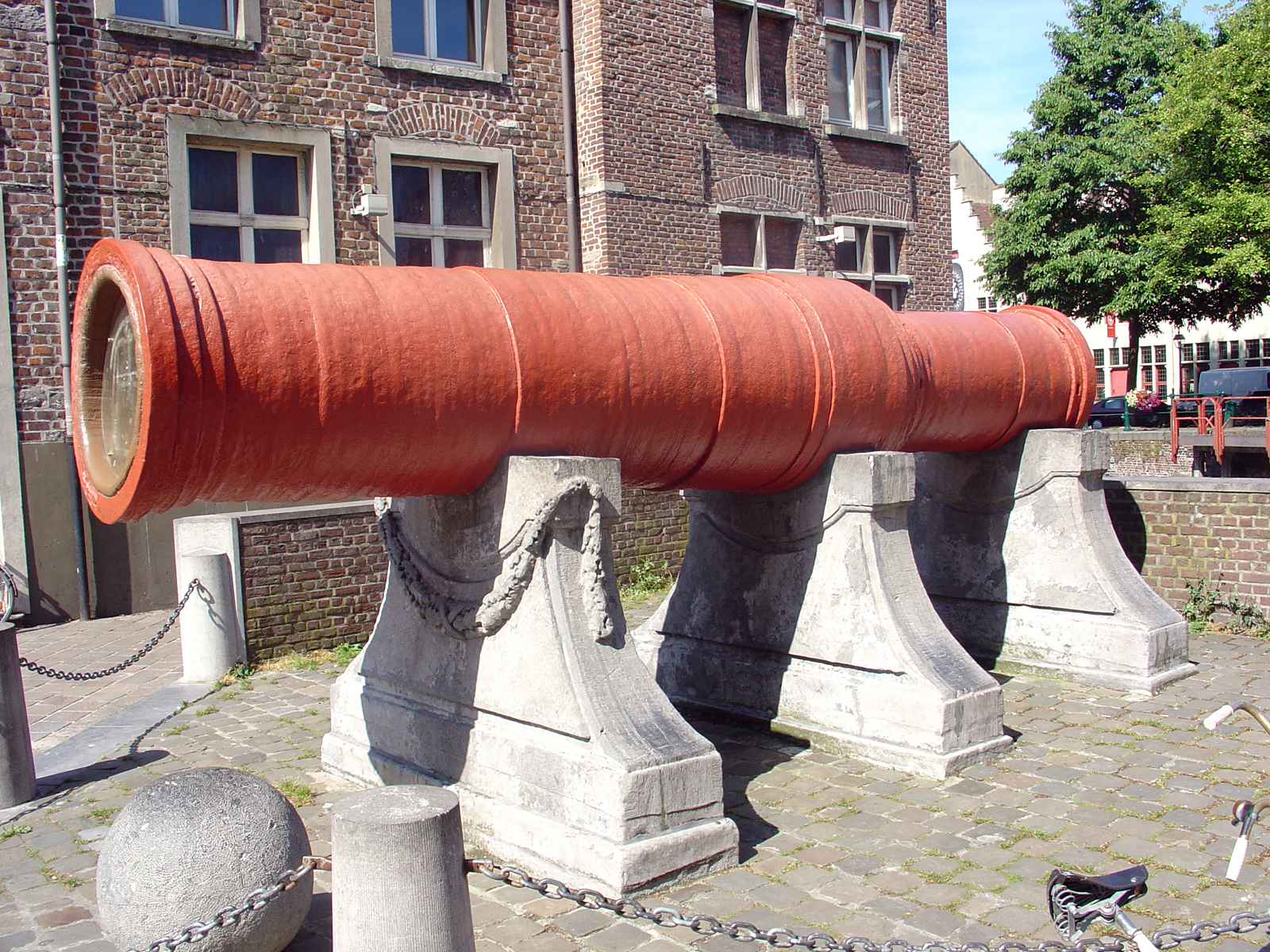
De Dulle Griet, een bombarde uit 1431.

Vaak worden de middeleeuwen gezien als een periode van achteruitgang en stagnatie vergeleken met de Oudheid. Dit is niet helemaal waar, want de Romeinen berichtten zelf dat de technische vaardigheden, vooral metaalbewerking van de Germanen en andere 'barbaren', op zijn minst gelijkwaardig waren aan die van hen. Archeologische vondsten tonen dit ook aan. Deze vaardigheden bleven na de val van het Romeinse Rijk op zijn minst behouden.
De Romeinen waren beter in organiseren en samenwerken dan de binnenvallende barbaren. De wetenschap in de middeleeuwen bouwde verder op de Griekse filosofie en wetenschap. Gedurende deze periode werden wel praktische uitvindingen gedaan en bestaande ideeën werden verbeterd. Hiermee werden stappen gezet naar de wereld zoals die na 2000 nog gekend is. Enkele voorbeelden:
- door de verbeterde zware ploeg met wielen kon de moeilijk bewerkbare, maar vruchtbare vette grond van West-Europa ontgonnen worden, waardoor de voedselproductie enorm verbeterde.
- het paardenhalster was een verbetering ten opzichte van de strop, zodat paarden als effectievere trekkrachten gebruikt konden worden;
- de stijgbeugel was belangrijk voor de verdere ontwikkeling van een efficiënte cavalerie, omdat een ruiter hiermee steviger in het zadel zit. Deze werd in Europa rond 600 voor het eerst in Zweden gesignaleerd, maar is vermoedelijk een Chinese uitvinding uit de 4e eeuw v.Chr.
- de gotische bouwstijl met ranke spitsbogen en luchtsteunberen, waardoor lichte en toch hoge bouwwerken zoals kathedralen opgetrokken konden worden, was technisch gezien superieur aan de Romeins-Griekse bouwtechnieken met zware massieve muren en pilaren.
- 8e eeuw: de zandloper
- eind 10e eeuw: de mechanische klok
- in de hoge en late middeleeuwen werden ook de eerste vuurwapens, zoals het kanon, in gebruik genomen.
- samen met verbeterde tactische en strategische oorlogvoering betekende dit het definitieve overwicht van Europa over de nomadische steppevolkeren die vaak het continent binnengevallen waren.
- eind 12e eeuw werd de standerdmolen ontwikkeld.
- de kogge werd rond 1200 ontwikkeld uit de knarr van de Vikingen; het was een vrachtschip dat ook buiten de relatief kalme Middellandse Zee zeewaardig was en hij speelde een rol bij de opkomst van de Hanze in Noordwest-Europa.
- het watermerk (1282)
- de bril (1285)
- de olieverf
- voor de snelle verspreiding van kennis, nieuwe ideeën en wetenschappelijke ontdekkingen is de boekdrukkunst in het midden van de 15e eeuw van het allergrootste belang geweest en heeft bijgedragen aan het aanbreken van de vroegmoderne tijd.

## Belangrijke personen
| - Vroege middeleeuwen (voor 950) - Augustinus - Atilla - Theodorik de Grote - Boëthius - Justinianus I - Clovis I - Paus Gregorius I - Raedwald - Mohammed - Herakleios - Beda Venerabilis - Bonifatius - Karel Martel - Haroen ar-Rashid - Karel de Grote - Boudewijn I van Vlaanderen - Alfred de Grote - Cyrillus en Methodius - Romanos I Lekapenos | - Hoge middeleeuwen (950–1270) - Majolus - Otto I de Grote - Mieszko I - Stefanus I van Hongarije - Guido van Arezzo - Knoet de Grote - Robert Guiscard - Paus Gregorius VII - Willem de Veroveraar - Bernard van Clairvaux - Hildegard van Bingen - Enrico Dandolo - Frederik Barbarossa - Saladin - Chrétien de Troyes - Alfons VIII van Castilië - Richard Leeuwenhart - Innocentius III - Filips II van Frankrijk - Dominicus Guzman - Snorri Sturluson - Franciscus van Assisi - Keizer Frederik II - Lodewijk IX de Heilige - Roger Bacon - Albertus Magnus - Thomas van Aquino | - Late middeleeuwen (na 1270) - Bonifatius VIII - Marco Polo - Willem van Ockham - Geert Grote - Dante Alighieri - Boccaccio - Francesco Petrarca - Ibn Khaldun - Christine de Pisan - Johannes Hus - Thomas a Kempis - Cosimo de Medici - Hendrik de Zeevaarder - Filips de Goede - Johannes Gutenberg - Jeanne d'Arc - Mehmet II - Josquin Des Prez |